# 매드맨
《매드맨》(Mad Men)은 감독 매슈 와이너가 만든 미국 시대 드라마 시리즈이다. 영화 제작 및 배급사 라이언스게이트에 의해 제작되었으며 2007년 7월 19일 케이블 채널 AMC 네트워크에서 첫 방영했다. 92개 에피소드를 포함한 7개 시즌 후 2015년 5월 17일 종영됐다.
매드맨의 시대 배경은 1960년대이며 공간 배경은 뉴욕 시 매디슨 거리에 위치한 가상의 광고회사인 ‘스털링 쿠퍼’이다. 나중에 이 회사의 이름은 ‘스털링 쿠퍼 드레이퍼 프라이스’ 로 바뀌며 다시 ‘스털링 쿠퍼 & 파트너’로 바뀐다. 드라마 파일럿 에피소드 (정식 에피소드가 아니라 드라마와 관련된 정보나 비하인드 스토리를 다루는 에피소드)에 따르면, '매드맨'은 1950년대에 매디슨 거리에서 광고업에 종사하는 사람들을 자칭하는 용어로, 그들 스스로 만들었으며 이 주장은 그때부터 논란이었다. 드라마의 중심은 돈 드레이퍼다. 그는 드라마 초기에 스털링 쿠퍼에서 재능 있는 크리에티브 디렉터로 등장하며 나중에 ‘스털링 쿠퍼 드레이프 프라이스’ 회사의 설립 멤버가 된다. 드라마가 진행되며 돈 드레이퍼가 개인적, 사업상의 인물들과 다양한 관계를 맺는 것을 볼 수 있다. 드라마의 구성은 회사와 관련한 사업 이야기도 많이 포함하지만 등장인물들의 사생활도 많이 다루며, 주로 인물들의 감정 변화와 1960년대에 만연했던 사회적 풍습이 주 내용이다. 드라마가 시작된 이후부터 매드맨은 대본, 연기, 역사적 진실성에 관련해 격찬을 받았으며, 에미상 15개와 골든 글로브상 4개를 포함해 많은 상을 수상했다. 이 드라마는 베이직 케이블 드라마로서 처음으로 ‘뛰어난 드라마 시리즈’ 부분에서 에미상을 수상했으며, 시즌 1~4에서 이 상을 수상했다. 매드맨은 역사상 최고의 텔레비전 드라마로 널리 평가 받는다.

## 구상
2000년 당시 TV쇼 베커에서 전속 작가로 일하던 매슈 와이너는 《매드맨》 대본의 초안을 작성한다. 2002년 TV 프로듀서 데이비드 채즈는 와이너의 대본을 읽은 뒤 HBO의 《소프라노스》의 작가로 고용한다. 당시 채즈는 와이너의 대본을 보고 "정말 생생하고 아주 새로운 이야기"라며 "1960년대 광고업계에 대한 이 이야기를 통해 당대 이후의 미국사를 조망할 수 있다"고 말했다. 와이너와 그의 인더스트리 엔터테인먼트, ICM의 대리인은 그 초고를 HBO와 쇼타임에 판매하려고 했으나 양쪽 모두 거절했다. 적당한 바이어를 찾지 못하자 와이너와 그의 대리인은 시나리오를 판매하기 위한 노력을 한동안 중단한다. 몇년 후 와이너의 팀에 아이라 리즈라는 유능한 매니저가 등장한다. 그녀는 AMC 개발부서 부사장인 크리스티나 웨인에게 《매드맨》을 살 것을 강력히 권유한다. 마침 《소프라노스》의 마지막 시즌이 끝나고 있었고 AMC는 새 시리즈 기획을 위해 시나리오 시장을 뒤지기 시작하던 상황이었다. "AMC는 자신들이 만드는 첫 번째 TV 시리즈를 특별하게 만들고 싶어했어요. 또 우리는 그 정도 시나리오면 정형화된 대중적 취향을 극복할 수 있을 거라고 생각했습니다." AMC의 사장 에드 캐럴의 말이다.

### 영향
와이너는 영화 감독 앨프리드 히치콕과 그의 영화 《북북서로 진로를 돌려라》를 시리즈의 시각적 방면에 있어 막대한 영향을 끼친 인물로 표현한다. 또 다른 영향으로써는 그는 왕가위 감독의 음향, 미장센과 편집을 꼽았다. 한 인터뷰에서는, 와이너는 1950년대를 그린 1970년대 텔레비전 프로그램인 '매쉬'와 '해피 데이즈'가 '문화적 시금석'이고 누구나 '과거에 대한 왜곡된 기억'을 가지고 있다는것을 상기시켜준다고 더해 말했다. 또한, 그는 《매드맨》이 《소프라노스》의 영향을 받지 않았다면 좀더 세련된, 드라마틱한 버전의 《웨스트윙》이 되었을것이라 예상하였다.

### 사전제작
본 드라마의 1,2시즌 중 여섯 개의 에피소드를 연출했던 팀 헌터는 매드맨을 “굉장히 잘 운영된 드라마” 라고 평가하였다. 그는 인터뷰에서 다음과 같이 말했다.
그들은 드라마의 제작에 착수하기에 앞서 아주 여러 번의 제작 회의를 갖는다. 대본이 나오면 우선 그 날 모두 모여 처음으로 대본을 쭉 읽는다. 그리고 매슈가 자신의 견해를 밝힌다. 그리고 나서 며칠 후면 매슈가 해당 에피소드의 줄거리나 분위기 등에 대한 자신의 의견을 공유하는 회의를 진행한다. 그리고 마지막으로 모든 제작진이 참여하는 제작 회의에서 매슈가 다시 한번 자신의 견해를 밝힌다…

### 촬영과 제작 계획
본편 시리즈를 방영하기 전 시범적으로 방송하는 파일럿 에피소드인 사랑에 눈이 멀다 (Smoke Gets In Your Eyes)는 실버컵 스튜디오와 뉴욕 주변에서 촬영되었고, 후속 에피소드들은 로스앤젤레스 센트 스튜디오에서 촬영되었다. 본 시리즈는 여러 케이블 채널과 연계된 회사들을 통한 주문형 비디오 시스템 또는 미국 케이블 및 위성 TV 채널인 AMC를 통해 고화질로 시청할 수 있다. 와이너를 포함한 작가들은 본 시리즈의 배경이 되었던 동시대 최고의 면목을 제공하기 위해 많은 연구 량을 축적했는데, 구체적인 세트 구성, 의상, 그리고 역사적인 소품들을 배경으로 진짜와 똑같은 시각적 스타일로 호평을 받았다. 비록 파일럿 에피소드의 예산은 삼백만 달러 이상이었지만, 후속 에피소드들의 예산은 각 이백만 달러에서 이백오십만 달러 정도였다. 흡연 장면에서 와이너는 "담배가 없었으면 이 드라마는 장난 같았을 거야. 보기에는 깨끗 했겠지, 하지만 거짓으로 보였을 거야."라고 언급했다. 로버트 모스는 버트램 쿠퍼의 사장 배역으로 1967년에 두 편의 비도덕적인 사업가 역할의 영화 주연을 맡았다. 첫 번째로 와이너 작가의 영감의 원천이었던 "유부남을 위한 가이드"(1967)와 1961년 브로드웨이 연극에서 자신이 맡았던 역할을 재연한 같은 제목의 "노력 없이 성공하는 법"(1967)이다.
와이너는 카메라감독 필 에이브러햄, 파일럿 에피소드만 함께 했던 미술감독 로버트 쇼, 그리고 댄 비숍과 "영화관 보다는 텔레비전에 더 영감을 받았던" 시각적 스타일을 현상하는 데에 협동했다. 《소프라노스》의 베테랑 감독 앨런 테일러는 파일럿 에피소드와 후속 시리즈에서 어조가 어색하지 않게 감독까지 도와주었다. 돈 드레이퍼의 신비스러운 이미지를 전달하기 위해 테일러는 돈 뒤에서 촬영하거나 부분적으로 가리는 형식으로 촬영하였다. 스탈링 쿠퍼에 설정되었던 세트 중 여러 장면들은 좋은 구도를 위해 천장을 포함하였고, 눈 높이보다 낮은 각도에 촬영되었는데, 이것은 사진술, 그래픽 디자인, 그리고 당시의 건축 양식을 반영된 것이다. 앨런은 동영상 촬영 시 촬영자의 움직임에 영향을 받지 않도록 고정하는 스테디캠이나 헨드헬드 카메라가 "당시의 영상문법과 미적인 특징들이 전형적인 접근법과 딱 맞아 떨어지지 못하며" 따라서, 세트는 현실적인 인형 놀이 감으로 제작되었다.

### 예산
2011년 밀러 타바크와 바런 출판사에서 출판된 회사 예측에 따르면, 주식회사 라이언 게이트는 미국 영화 방송사에서 각 에피소드당 약 271만 달러 정도의 수익을 받았는데, 이는 각각 에피소드 제작비용인 284만 달러보다 약간 적은 수치다.
2011년 3월, 시리즈 제작자와 네트워크 제작자 간의 협상 끝에, 미국 영화 방송사에서는 2012년 3월 25일 매드맨 시즌 5를 개봉했다. 소문에 의하면 매드맨 제작을 총괄하는 와이너는 3천만 달러 계약을 채결했고, 3개의 시즌을 더 유치시킬 예정이라고 했다. 몇 주 뒤 공개된 재뉴어리 존스와 함께한 마리 클레어의 인터뷰에서 이러한 재정적인 성공의 한계를 언급했지만, 배우들은 "우리는 이 드라마를 통해서 그다지 많이 돈을 받지 않았고 그건 서류에도 명시되어 있었어요. 그래도 우리가 TV에 출현하면 우리는 매주 꾸준하게 급료를 받잖아요. 그게 좋은 거죠."
밀러타바크의 분석가 데이비드 조이스는 매드맨의 7년 동안의 방영동안 가정 비디오와 아이튠스를 통한 수익이 1억 달러에 달하고, 국제 신디케이션 판매에서는 에피소드당 추가적으로 약 70만 달러의 수익을 올렸다고 했다. 이 통계는 2011년 4월 발표된 넥플리스 스트리밍 비디오 수익인 710만에서 1000만 달러 정도의 수익을 제외한 수치이다.

### 오프닝과 에피소드 크레디트
첫 장면에서 드레이퍼의 등장과 동시에 사무실이 무너지는 장면은 직장 생활의 화려한 겉모습과는 다른 내면의 고통을 반영한다. 사무실 안의 모든 것들이 무너지는 것을 드레이퍼가 그 자리에서 지켜보는 것은 어쩌면 그가 이러한 절박한 상황들을 어느정도 인식하고 있지만, 정작 그것을 바꿀 만한 힘이 없어 무기력감을 느끼는 것일지도 모른다. 두 번째 장면으로, 검은 실루엣의 드레이퍼는 빌딩에서 떨어지는데 그 배경에 등장하는 여성들의 이미지 - 빨간 드레스, 검정 스타킹 - 는 주인공의 잦은 외도, 당시에 만연해 있던 사내 여성 편력 등을 암시한다. 또한 이후 등장하는 위스키, 반지, 가족 그림의 이미지들은 앞의 여성들의 이미지와 함께 드레이퍼의 문란한 생활(여자, 술)과 화목한 가정에 대한 의무감(반지, 가족 그림) 둘 사이에서의 갈등을 나타낸다고 볼 수 있다. 특히 건물에서 떨어지는 행동 그 자체도 주목할 만한데, 당시의 성공의 지표라고 할 수 있는 것들을 드레이퍼는 모두 쟁취하지만, 이것들을 얻고 탐닉하면 할수록 점점 타락해가는 모습을 건물에서 떨어지는 모습으로 형상화했다고 볼 수 있다.
마지막 장면으로, 떨어지면서 결국 죽었을 것만 같은 드레이퍼가 언제 그랬다는 듯 멀쩡하게 벤치에 앉아서 담배를 오른손에 끼고 있다. 앞의 두 장면에서 모든 것들이 무너지고, 본인도 엄청난 갈등을 겪고 있지만 그는 항상 겉으로는 아무 일이 없는 완벽에 가까운 모습으로 주위 사람들에게 다가가고 인정받는다. 특히 오프닝 제작에 참여했던 스태프들과의 인터뷰에 따르면, 빌딩에서 떨어지는 장면은 자칫 9.11 테러에서 낙사했던 사람과 연관지어 생각할 수 있는 우려가 있어서, 디자인을 의도적으로 다소 비현실적이고 몽환적으로 했고, 본래에는 없던 마지막 장면 - 소파에서 담배를 피우는 장면 -을 추가했다고 한다.
오프닝은 RJD2의 “A Beautiful Mine”과 함께 흑백의 남자가 시대적인 광고 포스터, 광고표지판이 비춰지는 높은 빌딩들 사이로 떨어지는 것으로 시작한다. Imaginary Forces가 제작한 이 타이틀은 앨프리드 히치콕의 영화 《북북서로 진로를 돌려라》의 빌딩으로 가득 채워진 오프닝 타이틀과 떨어지고 있는 남자의 모습이 그려진 영화 《현기증》의 포스터를 만든 그래픽 디자이너 솔 배스(Saul Bass)에 대한 존경을 표하고 있다. 와이너는 시각적 측면에서 히치콕 감독의 작품에서 지대한 영향을 받았다는 점을 드러낸다. 또한, 데이비드 칼보나라는 매드맨의 원래 악보를 작곡했고, 이는 2009년 smash cut1월 13일에 공개되었다.
TV Guide 2010년 판에서 매드맨의 오프닝 타이틀은 선택된 독자들에 의해 인상적인 오프닝 타이틀 10선 중 9위를 차지했다.
거의 대부분의 에피소드에 끝에서는 그 시대적의 음악 혹은 데이비드 칼보나라가 작곡한 곡이 연주되면서 검은 화면으로 페이드 아웃 혹은 스매시컷이 되어 끝이 난다. 적어도 하나의 에피소드 정도는 오히려 정적 혹은 잔잔한 음악과 함께 끝이 난다. 몇몇 에피소드들은 더 최근의 곡이나 스토리와 연개된 곡이 엔딩 크레딧과 맞물리며 끝이 나기도 한다. 비틀즈는 “Tomorrow Never Knows”를 시즌 5의 에피소드 “Lady Lazarus”에 사용할 수 있도록 해주었고, 같은 트랙은 클로징 크레딧에서 사용되기도 했다. 비틀즈가 텔레비전 시리즈에 음악을 사용할 수 있도록 해주는 경우가 굉장히 드물기 때문에 이례적으로 매드맨에 이를 허락했다는 점이 주목할 만하다. 라이언스게이트는 곡 사용에 대해 $250,000를 지불했다. 밥 딜런의 "Don't Think Twice It's All Right”가 시즌 1의 마지막을 장식하기도 했다.

### 촬영진 및 제작진
와이너는 쇼 진행자와 메인 작가겸 제작 책임자다. 그는 대본 작성과 공동작성, 역할 캐스팅, 의상과 세트 구성과 같은 부분으로 매 에피소드에 참여한다. 와이너는 시리즈의 모든 부분에 까다롭고 제작 디테일에 관한 기밀유지를 중요시 여기는 걸로 악명 높다. 첫 번째 시즌의 작가진은 와이너뿐만 아니라 두 에피소드를 쓴 공동 제작책임자인 톰 팔메와 두 에피소드를 쓴 프로듀서 리사 앨버트, 세 에피소드를 쓴 프로듀서와 작가팀인 안드레와 마리아 재퀴매튼, 두 에피소드를 쓴 보조작가 로빈 베이트 각각 두 에피소드를 쓴 프리랜서 작가 브리짓 베다드와 크리스 프로벤자노로 구성되어있다. 다른 제작자로는 공동제작의 블레이크 매코믹, 프로듀서 토드 런던, 공동 제작 책임자 스콧 호른바허가 있다. 첫 번째 시즌의 초기 감독은 네 에피소드를 지휘한 팀 헌터와 파일럿 에피소드를 포함한 세 에피소드를 지휘한 앨런 테일러다. 나머지 에피소드들은 에드 비앙키, 레슬리 링카 글래터, 앤드루 번스타인 감독과 촬영기사 필 에이브러햄, 폴 피그, 그리고 각시리즈 피날레를 감독한 크리에이터 와이너가 지휘했다.

## 등장 인물

### 주요 등장 인물

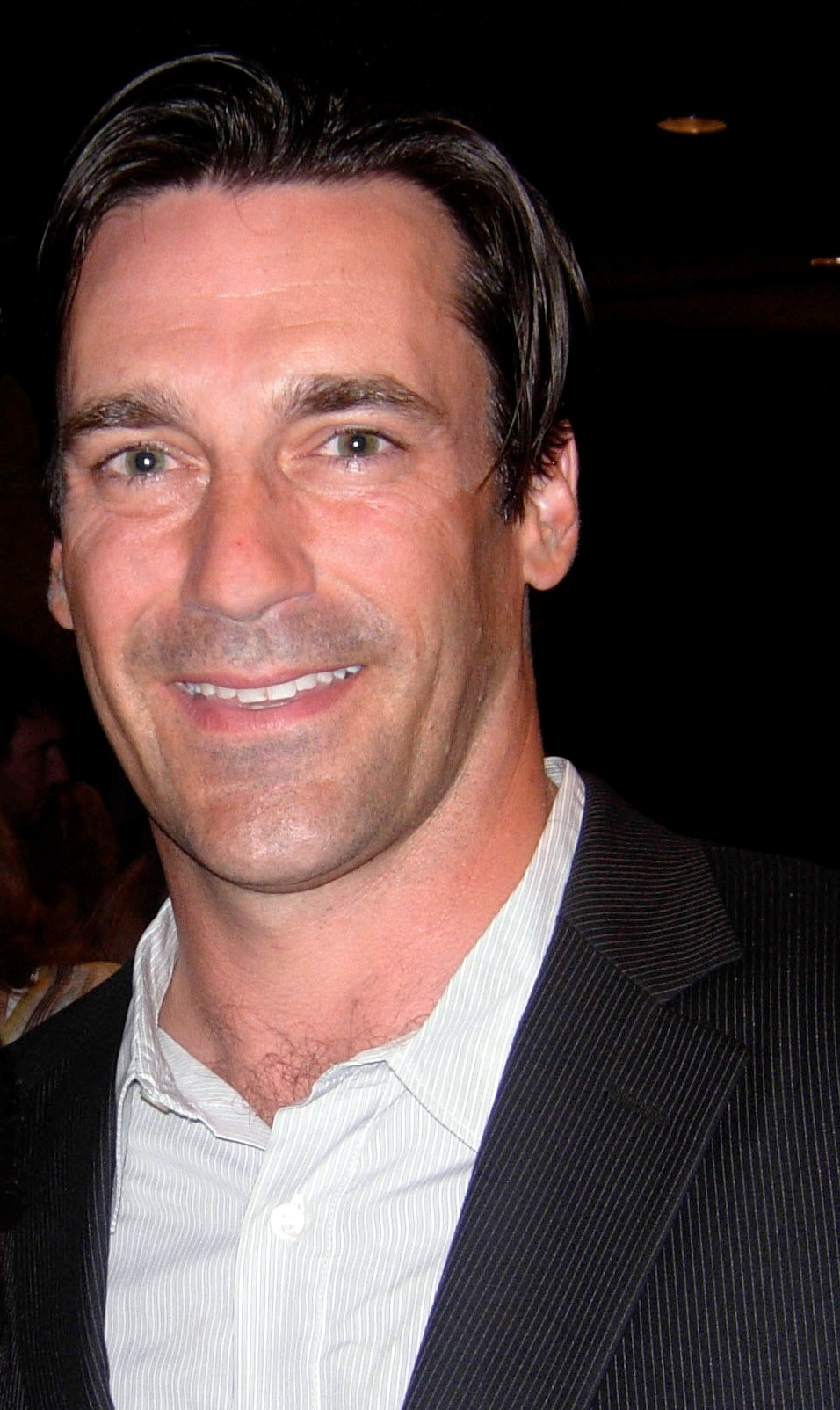
돈 드레이퍼
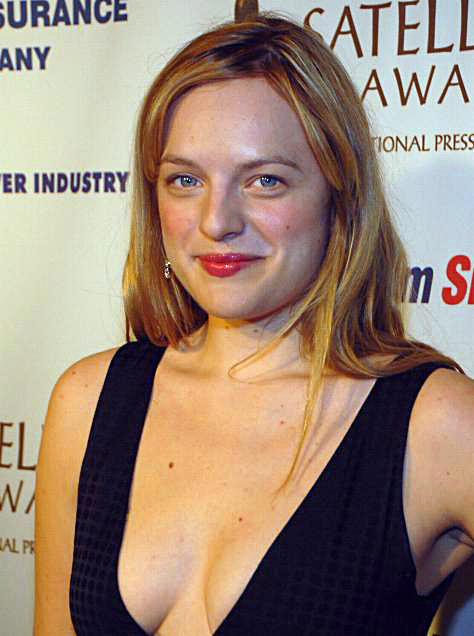
페기 올슨
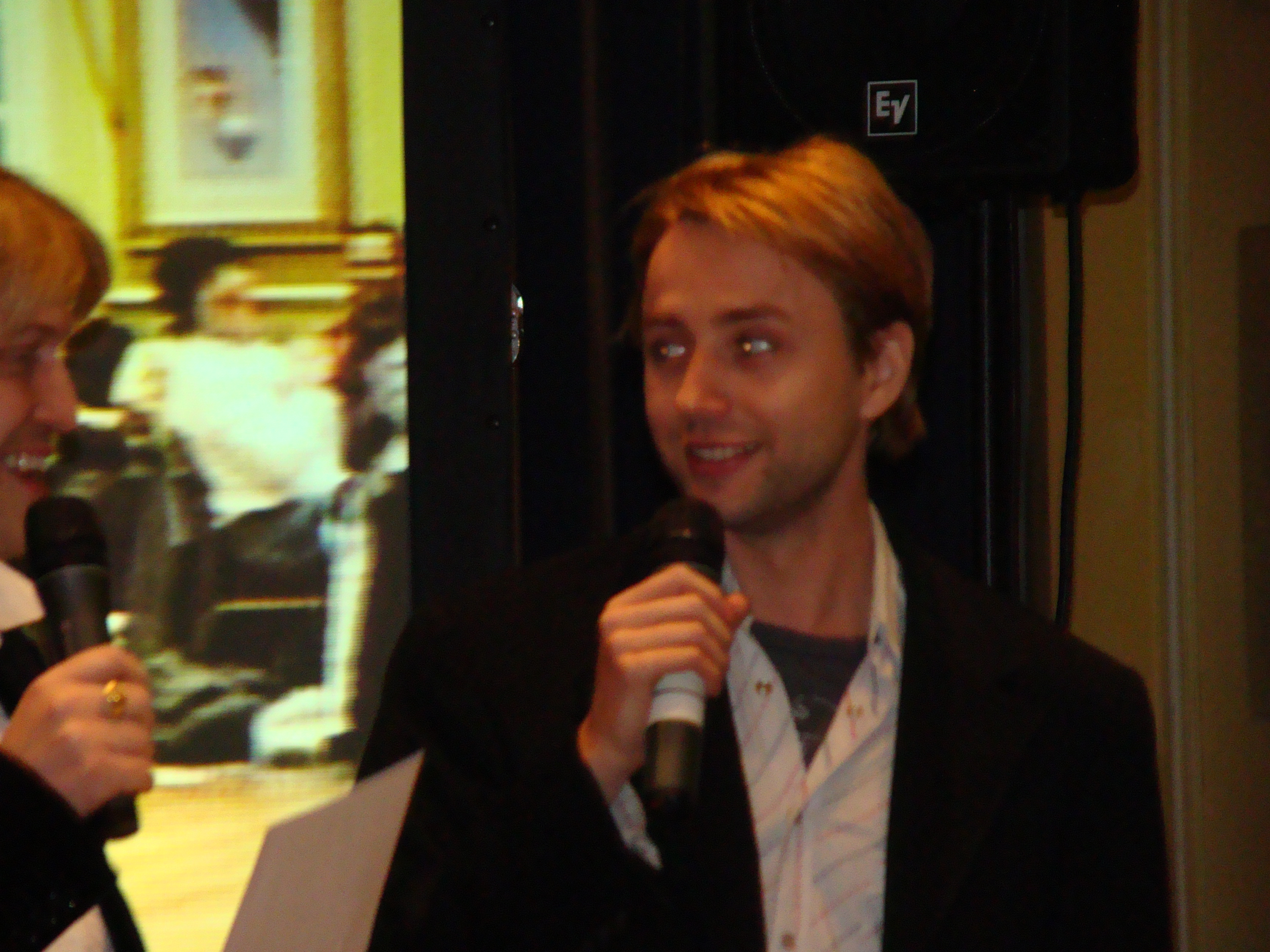
피터 캠벨
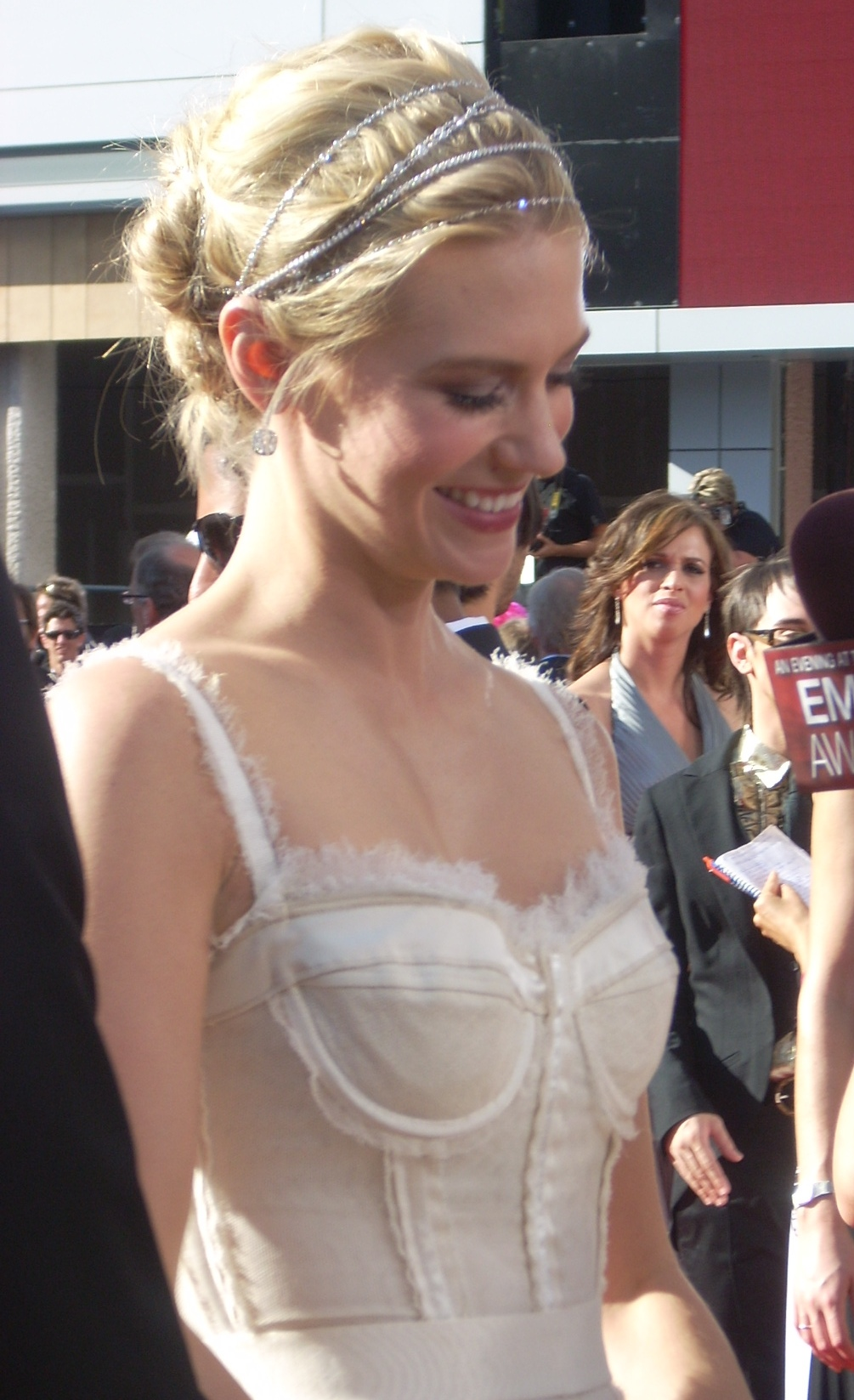
베티 드레이퍼
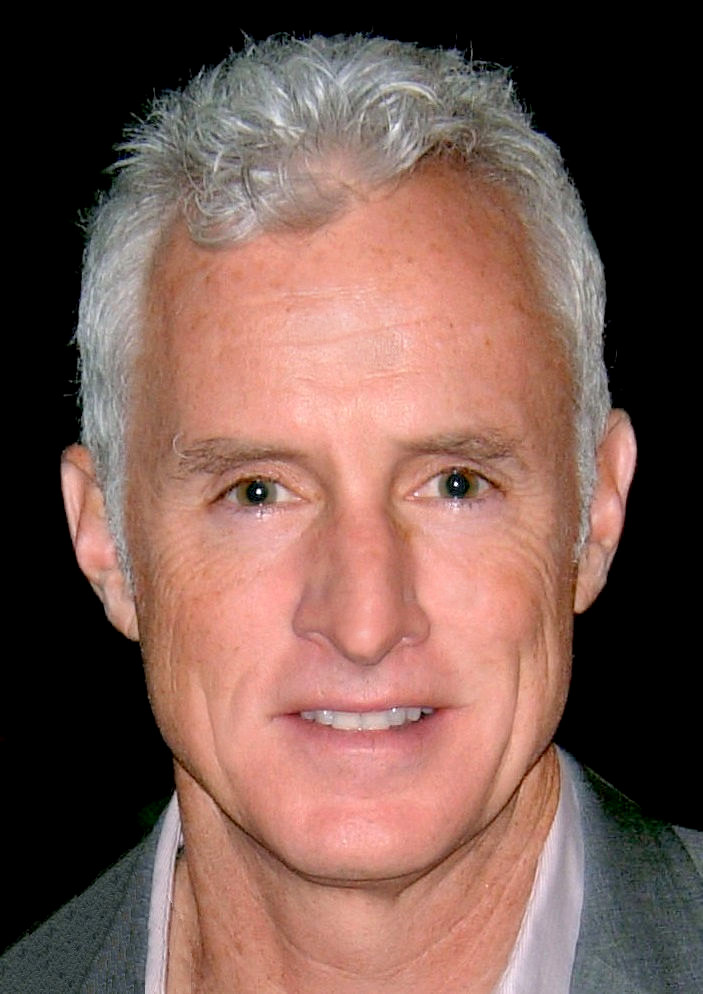
로저 스털링
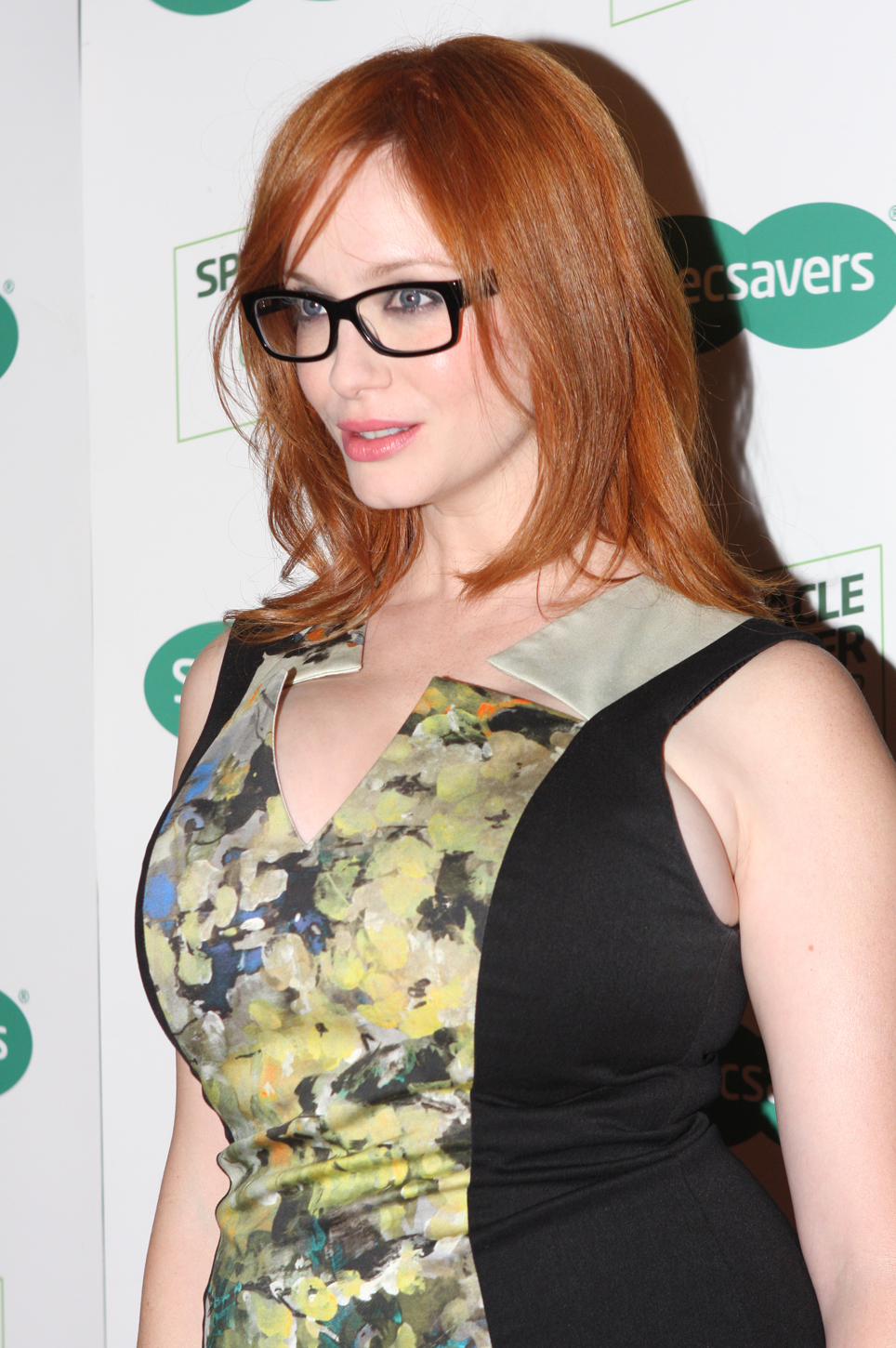
조앤 홀러웨이
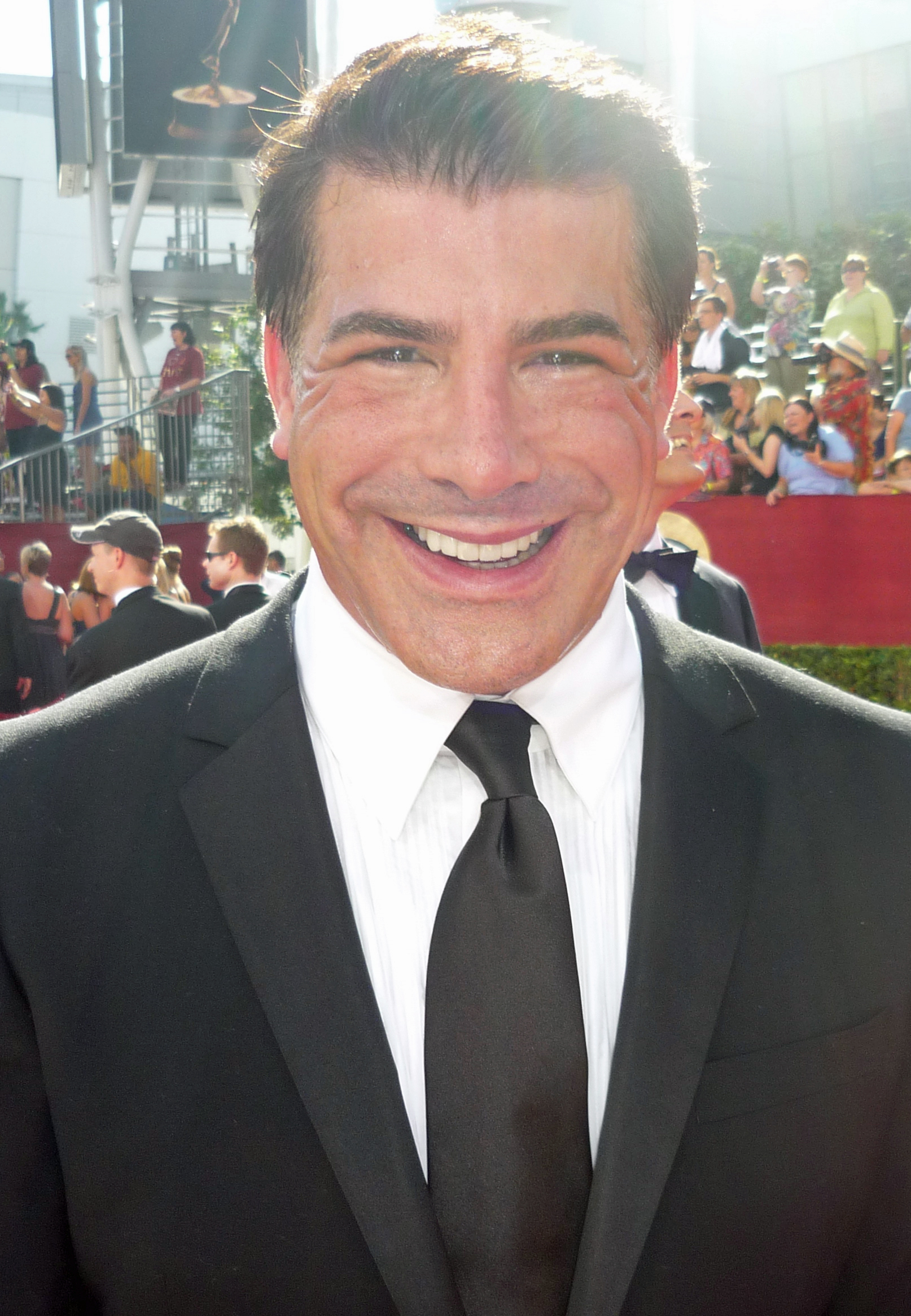
살바토레 로마노
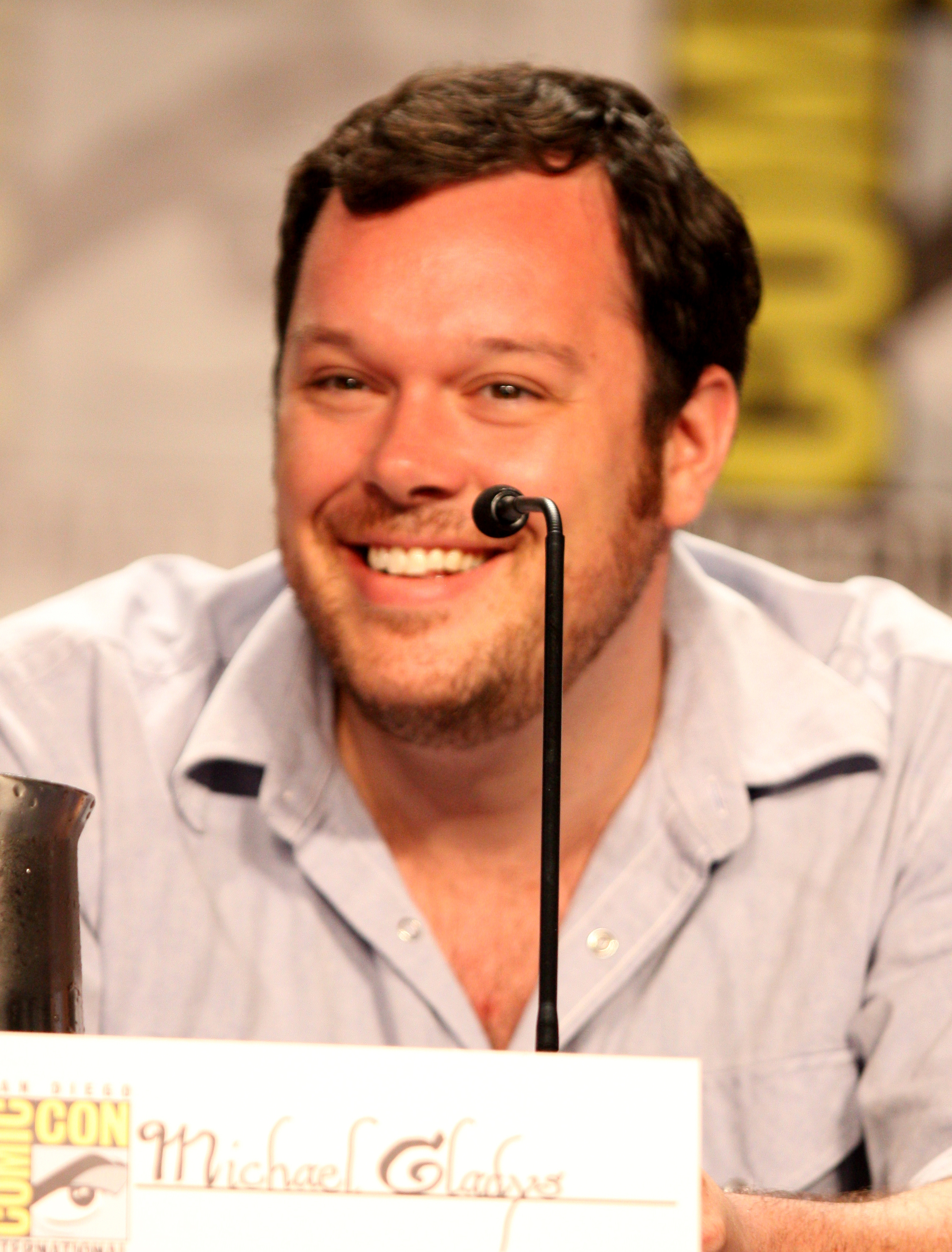
폴 킨지

존 햄 - 돈 드레이퍼(Don Draper)
매드맨의 주인공으로 광고회사 스털링 쿠퍼의 크리에이티브 디렉터이자 주니어 파트너다. 시즌 6부터는 스털링 쿠퍼 앤 파트너스의 파트너가 된다. 돈은 빼어난 외모의 소유자이며 직업적인 성취를 중요하게 생각하는 인물이다. 업계에 들어온 이래 꾸준히 성과를 내 회사 안팎에서 뛰어난 실력을 인정받는 인물이다. 그러나 과거는 잘 알려져있지 않다. 돈 드레이퍼는 광고 모델이었던 엘리자베스 베티 드레이퍼와 결혼해 슬하에 세 명의 아이들이 있다. 그러나 돈이 과거부터 지속적으로 외도해왔다는 사실을 베티에게 알리면서 시즌 3 후반, 드레이퍼 부부는 이혼하게 된다. 돈 드레이퍼의 과거가 잘 알려져있지 않은 이유는 돈이 타인의 신분으로 위장했기 때문이다. 드레이퍼의 본명은 리처드 딕 휘트먼이다. 진짜 돈 드레이퍼는 한국전쟁 당시 딕 휘트먼과 함께 전장에 있었던 공병 중위로 딕 휘트먼의 상관이었다. 둘은 야전 병원을 짓던 중에 포격을 받았고 돈 드레이퍼 중위가 형체를 알아볼 수 없는 모습으로 사망했다. 딕 휘트먼은 경미한 부상만 입고 살아나게 되는데 이 때 딕은 돈의 인식표(개목걸이)와 자신의 인식표를 바꿔 신분을 바꿔치기 한다. 구조된 이후 전역한 딕은 돈 드레이퍼의 이름으로 살면서 가난하고 암울했던 자신의 삶을 벗어나 뉴욕에서 새로운 신분으로 새출발을 한다.
엘리자베스 모스 - 페기 올슨(Peggy Olson)
빈센트 카세이저 - 피트 캠벨(Pete Campbell)
피트 캠벨은 유서 깊고 영향력 있는 뉴욕 가문 출신의 젊고 야심찬 회계부서 간부이다. 그는 1시즌 초반부에 결혼을 하고 유부남이 되지만 결혼 후에도 돈의 비서인 페기와의 부적절한 관계를 유지한다. 그는 행복한 결혼 생활을 꿈꿨지만 결혼 초기부터 부인과의 갈등이 끊이지 않는다. 비록 회계 부서에서 자신의 커리어를 시작했지만, 돈이 부서장으로 있는 광고 기획 부서의 일에도 적극적으로 관심을 나타내며 자신의 재능이 인정 받기를 기대한다. 승진과 출세에 대한 욕심은 매우 크지만 아직 경험이 부족하기 때문에 간혹 잘못된 판단으로 결정적인 실수를 범하면서 돈과 로저로부터 무시 당하기도 한다. 그는 기본적으로 자신이 명망있는 가문 출신이지만 부모님의 기대에 부응하지 못했다는 점 때문에 일종의 자격지심을 가지고 있다. 이러한 결핍은 그로 하여금 능력 있고 권위 있는 남성상에 대한 동경을 갖게 하였고, 그러한 남성상과 정확히 일치하는 돈에 대해 피트는 동경과 질투를 동시에 느낀다.
재뉴어리 존스 - 베티 드레이퍼(Betty Draper)
돈 드레이퍼의 예전 아내이고 샐리, 바비, 유진 스캇 세 명의 아이들의 엄마이다. 펜실베니아의 필라델피아 엘킨스 파크의 교외에서 성장했고, 브린마 칼리지를 졸업했다. 그녀는 맨해튼에서 모델 시절 돈을 만났고 이후 그와 결혼했다. 시리즈 초반부에는, 그들은 7년 동안 결혼했었고 뉴욕 오시닝에 살았다. 처음 두 시즌을 거치며 베티는 점차 그녀의 남편의 외도에 대한 걱정이 심해지게 된다. 몇 번의 별거 끝에, 베티는 그녀가 셋째를 임신했다는 걸 알았을 때 돈이 다시 집으로 돌아오는 것을 허락했지만, 첫째는 그녀가 원나이트 스탠드를 통해 낳은 것이었다. 그녀는 1963년 12월, 돈과 이혼하기 위하여 시즌 3 엔딩에서 레노로 떠난다. 1964년 11월, 시즌 4 시작 즈음에 그녀는 돈과 이혼하고 헨리 프랜시스와 결혼한다. 그녀와 아이들과 새 남편은 라이로 이주한다. 그녀와 아이들의 관계는 종종 껄끄러운데, 특히 셀리와 심하다.
존 슬래터리 - 로저 스털링(Roger Sterling)
로저 스털링은 시즌 1에선 가끔 출연하다 시즌 2부터 정기적으로 출연한다. 그는 스털링 쿠퍼 회사의 두 사장 중 한 명이다. 그의 아버지가 버트람 쿠퍼와 회사를 설립했기 때문에 ‘스털링 쿠퍼’라는 이름에서 스털링이 쿠퍼보다 먼저 온다. 로저 쿠퍼의 사무실에는 로저가 어릴 적 젊은 버트람 쿠퍼와 함께 찍은 사진이 있다. 시즌 2에서 버트람 쿠퍼는 “고인이 된 쿠퍼 부인”이 로저 스털링에게 아내 모나를 소개시켜줬다고 언급한다. 이 때 스털링은 돈 드레이퍼의 전 비서 스무 살 제인과 결혼하려고 현 부인과 이혼 절차를 밟는 중이다.
스털링은 제 2차 세계 대전 해군 베테랑이다. 그는 두 개의 심장마비로 삶에 대한 관점이 바뀌기 전까지 악명 높은 바람둥이였다. 그러나 스털링의 알코올 의존증과 흡연 중독은 그대로다. 제인과 결혼하기 전 로저는 꽤 오랫동안 조앤 홀러웨이와 불륜관계였다. 시즌 4에서 둘은 다시 한 번 로맨틱한 만남을 갖게 되고, 결과적으로 조앤이 임신을 한다. 시즌 3에선 돈이 1950년대 중반, 광고업에 관심 많은 모피 회사 판매원이었을 때 로저를 만나 고용되었다는 것이 밝혀진다. 시즌 4에서 SCDP에서 근무하는 로저는 스털링 쿠퍼에서 일했던 것보다 회사의 하루하루 일과와 덜 관련된 것으로 보인다. 그가 맡은 유일한 일은 SCDP 청구서의 반 이상을 차지하는 Lucky Strike 거래를 관리하는 것이다. 그러나 “Chinese Wall” 편에서 럭키 스트라이크가 거래를 경쟁회사로 옮기며 SCDP는 강제로 감축에 들어간다. 이에 불구하고 시즌 5에서 로저는 새로운 거래를 맡게 되며, 이번에는 열심히 해 쉐보레와 큰 거래를 체결한다.
이후 조앤이 낳은 자신의 아들을 경제적으로 지지해주고 싶어한다. 조앤은 처음 반대하지만 결국 시즌 6 마지막에 그가 아들의 삶의 일부가 되는 것을 허락한다.
크리스티나 헨드릭스 - 조앤 홀러웨이(Joan Holloway)
스털링 쿠퍼에서 총무비서를 담당하며 시즌 1에서 로저 스털링이 두 차례의 심장발작 후 관계를 끝낼 때까지 불륜 관계가 지속되었다. 시즌 2에서 그녀는 박사 그레그 해리스(새뮤얼 페이지)와 약혼을 하고 시즌 3에는 결혼에 골인하며 그레그 박사의 요청으로 조앤은 스털링 쿠퍼에서 일을 그만두게 된다. 그레그 박사의 외과의사로서의 부족한 기술로 인해 노동력 확보에 어려움을 겪으며, 조앤을 백화점에 복직시키는 것과 스털링 쿠퍼에 연락해서 그녀의 일자리를 부탁해달라고 설득하면서 이들의 결혼 생활은 시험대에 오른다. 조앤의 귀중한 조직과 경영 기술 덕분에 그녀는 나중에 돈, 로저, 버트, 레인이 설립한 새로운 회사에 고용된다. 한편, 그레그가 의사로서의 경력을 쌓기 위해 육군에서 수수료를 받으며, 시즌 4 초반에는 기본적인 훈련 후 베트남에 보내진다. 그녀의 남편이 배치될 때, 조앤과 로저는 한 번의 관계 후 조앤은 임신을 하게 된다. 조앤은 처음에 유산하기로 결정했지만, 시즌 5 초반 전에 그레그가 아버지가 아닌 것을 비밀로 하고 출산 하기로 결정한다. 조앤은 잠재적 수입의 손실과 그녀의 희생이 아무짝에도 쓸모없다는 것에 몹시 분노한다. 시리즈가 끝날 즈음, 그녀는 매캔 임원들의 괴롭힘의 대상이 되고, 그녀의 제휴 지분을 인수하는데 동의한다. 그리고 조앤은 홀러웨이 해리스라는 제작 회사를 시작한다.
브라이언 뱃 - 살바토레 로마노(Salvatore Romano)
살바토레 로마노는 이탈리아계 미국인으로 스털링 쿠퍼의 아트디렉터이다. 그는 동성애자지만 이를 드러내기 꺼려하며 시즌 1에서는 다른 남자와의 섹슈얼한 관계를 피한다. 후에 1962년 살바토레는 그의 성적 정체성을 모르는 키티와 결혼하나 곧 그들의 관계에서 문제점을 느낀다. 살바토레는 켄 코스그로브에게 감정을 느낀다. 출장 중, 돈 드레이퍼는 살바토레의 비밀을 알게되고, 그를 안심시키기 위해 그것에 대해 묻거나 말하지 않는다. 대신에 돈 드레이퍼는 한 광고에 "당신의 표현을 제한하라."라는 슬로건을 사용하며 살바토레에게 그것에 대해 간접적으로 언급한다. 그 후에 돈은 살바토레에게 파티오 콜라 광고를 맡기며 그의 커리어에 도움을 준다.
마이클 글래디스 - 폴 킨지(Paul Kinsey)
파이프를 즐겨 피우고 수염을 기르는 폴은 프린스턴 대학교 졸업생인 이자 창의적인 작가이고 진보적인 정치적 성향에 대해 자랑스러워한다. 시리즈가 시작되기 한참 전 그는 조앤 홀러웨이와 교제를 했었지만 폴이 둘의 사이에 대해 말을 너무 많이 하고 다녔다는 이유로 둘은 좋지 않게 헤어지게 되었다. 페기가 스털링 쿠퍼에서 일을 시작하고 얼마 지나지 않아 폴은 그녀에게 데이트 신청을 하지만 거절 당한다. 시즌 2의 대부분에서 폴은 뉴저지 주의 사우스 오렌지에서 온 흑인인 쉴라 화이트와 교제를 하다가 남부지역에서 인종차별 반대운동(Freedom Ride)을 하기 위해 미시시피 주의 옥스포드에서 이별하게 된다. 폴 킨지에게는 저소득층 지역인 뉴저지 주의 몽클레어 남부에 산다는 것에 자부심을 갖고 있지만 조앤은 그의 위선적 태도에 대해 조롱을 한다. 그는 경쟁심이 강하기 때문에 대학 시절 친구들을 많이 사귀지 못 하기도 하였고 그보다 글을 더 잘 쓰는 페기와 마찰의 원인이 되기도 한다.
돈이 새로운 애이전시를 위해 자신이 아닌 페기를 선택한 것에 대해 분노한다. 시즌 3 마지막화 이후에는 등장을 하지 않다가 시즌 5의 에피소드 10에서 해리에게 자신을 크리슈나 의식의 제자라고 소개하며 나타난다. 폴은 해리에게 자신이 쓴 스타 트렉 대본을 확인해 달라고 하지만 해리는 잘 썼다고 생각하지 않는다. 폴의 여자친구가 폴의 인원 모집 능력 때문에 그를 조종하고 있다는 것을 해리는 나중에 깨닫게 되지만 폴에게 그의 꿈을 따르라고 격려한다. 해리는 폴에게 $500를 주며 최대한 빨리 로스앤젤레스로 가라고 말한다.
에런 스테이턴 - 켄 코스그로브(Ken Cosgrove)
켄 코스그로브는 극중 광고회사 스털링 쿠퍼 에이전시와 광고주 사이의 연락 및 기획업무를 담당하는 책임자 중 한명으로 버몬트에서 태어났다. 또한 켄은 작가 지망생으로 그의 단편 소설은 잡지 저명한 The Atlantic에 실렸다. 이는 그의 직장동료들의 질투를 불러일으켰으며, 특히 폴 킨지와 피트 캠밸은 켄에 대한 질투심을 노골적으로 드러냈다. The Atlantic에 실린 그의 자서전에 따르면, 켄은 콜롬비아 대학을 졸업했으며 그의 아내는 킨시아이다. 그는 아트 디렉터 살바토레 로마노를 존경하고 있으며, 살바토레는 켄에게 감정을 느끼고 있지만 이를 드러내지 않는다.
리치 서머 - 해리 크레인(Harry Crane)
해리는 안경을 쓴, 스털링 쿠퍼社 텔레비전 부문의 미디어 바이어이자 팀장이다. 그의 아이비리그 출신 동료들과는 다르게 그는 위스컨신 대학을 갔었다. 동료들이 술을 마시거나 여자들을 희롱할 때 함께 하기는 하지만 사실 해리는 헌신적인 가장이다. 물론 시즌 1에서 피트의 비서와 술에 취한 채 하룻밤 잠자리를 가진 적도 있긴 했다. 또한, 이로 인해 부인인 제니퍼와 잠시 떨어져 있기도 했다. 해리는 좋은 사람이긴 하지만 우둔한 선택을 하거나 문제에 직면하는 걸 피하는 경향이 있다. 이런 성향은 시즌 3에서 살바토레 로마노가 해고되는 데 일조하기도 했다. 그 스스로 옳은 선택이라는 자각을 했지만 그는 결국 드레이퍼와 쿠퍼의 강압으로 Sterling Cooper Draper Pryce에 들어갔다. 스털링 쿠퍼가 매각 중에 있을 때, 해리는 미숙하게도 서부에 새로운 사무실을 열 것이라고 생각하며 자신이 그 자리를 차지할 사람이라고 생각한다. 그는 후에 지나치게 자신의 헐리우드와의 연결을 자랑하고 다니는 허풍쟁이가 돼버린다. 시른 5에서 그는 출장 중에 저지른 불륜을 말하면서 부인과의 신뢰를 깨뜨린다. 그리고 동료 폴의 하레 크리슈나교 여자친구인 Lakshmi에 쉽게 유혹당한다. 그는 점점 더 이미지에만 신경을 쓰고 옹졸한 사람이 되어 간다. 이러한 모습은 시즌 6에서 조앤이 그를 꺾고 파트너가 되었을 때 조앤에게 울분을 떠뜨림으로써 막을 내린다. 그러나 시즌 7에서 해리는 서부 지점에서 일하기 위해 캘리포니아로 이사를 간다. 그가 파트너로 승진하는 것이 논의되긴 하지만 이에 조앤과 로저는 반대를 하고 있다.
매기 시프 - 레이철 멩컨(Rachel Menken)
시즌 1에서 고정으로 출연하며 시즌 2와 7에선 특별 출연함. 유대인이자 유대인이 운영하고 유대인을 대상으로 하는 백화점의 사장이다. 시즌 1에서 백화점의 이미지를 개조해줄 광고 대행 회사를 찾다가 스털링 쿠퍼 회사를 방문하게 된다. 그녀는 처음엔 돈 드레이퍼에 대해 무심한 듯 하지만(돈 드레이퍼 또한 그녀의 저돌적이고 독립적인 이미지를 처음엔 달갑지 않아한다), 서로에게 위안이 되며 결국 바람을 피게 된다. 그들의 불륜 과정에서 밋지나 아내에겐 말 하지 않았던 얘기들을 해준다. 돈이 피트 캠벨에게 협박을 받았을 때, 그는 레이철에게 같이 로스앤젤레스로 도주하자고 제안한다. 그러자 레이철은 돈에게 아빠로서의 책임을 다시 상기시키며 아버지 없이 자란 삶을 살고도 아이들을 버릴 수 있냐고 물어본다. 돈이 계속 주장을 굽히지 않자, 레이철은 돈이 그녀와 함께 도주하고 싶었던 것이 아니라 그저 도피를 위한 도주였음을 깨닫는다. 역설적으로, 레이철이 돈을 겁쟁이라고 얘기하고 똑바로 생각하라고 질책하자 돈은 오히려 피트 캠벨에게 맞서게 된다. 이 시점을 기준으로 둘의 관계는 무너지고 쿠퍼는 돈에게 레이철을 화나게 한 점에 대해 불평한다. 돈과 레이철의 불륜은 시즌 1과 시즌 2 사이에서 끝이 난다. 시즌 2에서 돈은 바비와 외식을 하던 중 레이철과 마주치게 되고 틸덴 캣츠라는 남자와 결혼했다는 사실을 알게된다. 그녀의 결혼 소식을 듣고 순간 마음의 동요가 일어나는 듯 보인다. 나중에 그는 로저와 프레디와 술을 많이 마신 후 클럽 기도(술집 등에서 입구를 지키는 사람)에게 자신의 이름을 '틸덴 캣즈'라고 얘기하는 장면이 나오는데 이 모습은 돈 드래퍼의 심리 상태를 어느 정도 보여주는 듯 하다. 시즌 7에서 돈은 레이철에게 아이 2명이 있었으며 백혈병으로 사망했다는 사실을 알게 된다.

## 에피소드 개요

### 6. Babylon
“Babylon”은 미국 텔레비전 시리즈 매드맨 시즌 1의 6번째 에피소드이다. 각본은 안드레 작므톤과 마리아 작므톤에 의해 쓰였으며 감독은 앤드류 번스타인이 밭았다. 이 에피소드는 2007년 8월 23일에 방영되었다.
드레이퍼는 “어머니의 날”을 맞이해 베티에게 아침을 차려준다. 아침을 가지고 계단을 오르던 중, 드레이퍼는 넘어지고 음식을 바닥에 쏟고 만다. 엎어짐과 동시에 드레이퍼는 그의 이복 동생을 처음 만나던 때를 회상한다. 다음 날, 스털링 쿠퍼에서 돈과 그의 동료들은 이스라엘 관광청의 임원들과 회의를 하게 된다. 어떠한 전략을 써야할지 고민에 빠진 드레이퍼는 유대인인 레이철 멩컨을 찾아가 점심을 먹으며 도움을 청한다. 레이철은 만남을 공적으로 유지하려 하지만, 결국 전화로 그녀의 여동생에게 드레이퍼에게 감정을 느끼고 있음을 고백한다.
그러는 동안, 로저 스털링은 조앤 홀러웨이를 호텔방에서 만나는데, 여기서 그들이 오랫동안 관계를 유지해왔음이 밝혀진다. 로저는 조앤을 완전히 소유하고 싶어하고 그녀 명의의 아파트를 사는 것이 어떠냐고 제안한다. 조앤은 지금의 자유로움이 편하며 로져가 결국엔 더 어린 여성을 위해 자신을 떠날 것임을 예단하며 제안을 거절한다.
벨 졸리 립스틱 캠페인 준비를 하던 프레디 럼슨은 스털링 쿠퍼의 비서들에게 새로운 립스틱 샘플들을 써보게함으로써 자료를 수집한다. 비서들이 제품을 테스트해보는 동안 쿠퍼 사의 남자 직원들은 반투명 유리를 통해 그들을 관찰한다. 대부분의 비서들이 샘플을 써보며 즐거워하지만, 페기 올슨은 그들을 지켜보기만 한다. 이벤트가 끝나고, 그녀는 프레디에게 “한 박스에 담긴 백가지 색깔들” 중 하나가 되고 싶지 않다고 말하며 샘플 쓰레기가 모여 있는 쓰레기통을 “키스 바구니”라고 부른다. 이에 감명 받은 프레디는 페기의 의견을 다른 크리에이티브 팀에게 알린다. 팀은 페기에게 카피라이터의 직무를 맡긴다.
돈은 미지의 아파트에 들리지만, 미지의 친구 로이가 그들의 오붓한 시간을 방해한다. 세 사람은 “gaslight cafe”에 가서 미지의 친구 공연을 본다. 돈과 로이는 광고와 자본주의에 대해 논하다가 미지의 친구가 유대인에 대한 노래 “Babylonian captivity”를 부르자 일제히 침묵한다. 한 편, 로저는 조앤에게 철장에 갇힌 새를 선물로 준다. 조앤은 선물을 받고 매우 놀라워하나는데, 선물에는 그들에 관계에 대한 어떤 암시를 나타내는 것으로 보여진다. “Babylonian captivity”가 계속 이어지면서, 조앤과 로저는 호텔을 나서고 서로 낯선 사람인냥 각자 택시에 올라탄다.
문화적 레퍼런스
돈은 “The Best of Everything”이란 소설을 읽는다. 돈과 동료들은 소설 “ Exodus”를 읽는다. 살바토르는 립스틱 중 하나를 “Ethel Rosenberg Pink”라 칭한다.

### 7. Red in the Face
에이전시는 닉슨의 캠페인 임원들과의 미팅을 준비하고 있는 시기에 로저는 저녁을 먹고 술 한잔을 하기 위해 돈의 집을 방문하는데, 그 때 로저의 아내인 베티에게 치근대는 바람에 그들의 우정에 금이 간다. 피트는 결혼 선물을 총으로 교환하는 바람에 문제가 생긴다. 헬렌은 베티에게 글렌을 봐줬던 날 밤에 대해 대면한다.

### 10. Long Weekend
베티의 아빠 진은 근로자의 날을 맞아 베티를 방문한다. 베티의 엄마의 죽음 이후 만난 아빠의 새로운 연인 글로리아는 한눈에 베티의 눈 밖에 난다. 둘은 근로자의 날 연휴에 돈과 함께 여행을 떠나고 돈은 다음 날 합류하기로 한다. 스털링 쿠퍼에서 돈과 동료들이 닉슨 캠페인에 대해 논하고, 레이철과 그녀의 아빠는 백화점 리모델링 계획을 짜기 위해 만난다. 로저는 조앤에게 함께 저녁을 보내자고 하지만 그녀는 그녀의 룸메이트와 밤 마실을 간다는 이유로 거절한다.
피트는 그의 주소 중 하나를 돈에게 알려주고, 스콜스 박사는 다른 회사로 떠난다. 여전히 동료애를 갖고 있는 로저는 돈이 고객을 잃은 것에 대해 마음 쓰지 않도록 도우려 한다. 그들은 광고 오디션에서 어린 쌍둥이를 만나고 그들을 위층에 초대한다. 돈이 집에 갈 생각만 하는 동안 지금은 비어있는 사무실에서 로저는 쌍둥이에게 치근댄다. 한편, 나갈 준비를 하는 동안 조앤의 룸메이트 캐롤은 예상치 못하게 조앤을 사랑한다고 고백한다. 충격받은 조앤은 별다른 말 없이 나가자는 말 밖에 하지 못한다. 둘은 두 남자를 집에 데려오고, 상처받은 캐롤은 조앤이 아닌 다른 남자와의 섹스를 거부한다.
쌍둥이 중 하나와 사무실에서 섹스를 하려던 로저는 심장마비를 겪는다. 그는 살아남지만 입원한다. 돈은 모나와 마가렛이 눈물로 포옹을 하는 걸 병원 문밖에서 슬프게 쳐다본다. 돈든 베티에게 전화해 가족 휴가에 참가할 수 없다고 말하지만 베티는 로저의 상태에는 관심 없이 글로리아와 진의 관계에 대해 불평한다. 조앤은 베트에게 로저의 상태에 대해 듣는다. 그들의 고객들에게 현재 상태에 대해 전보를 쓰려던 그녀는 눈물을 베트에게 들키고 베트는 젊음을 낭비하지 말라며 조언한다.
피트는 돈과 닉슨을 형편없이 보이게 하는 그럴싸한 존 케네디의 티비 광고를 보기 위해 제 시간에 병원에 도착한다. 레이철에게 연락이 안 되는 돈은 레이철네 문을 두드리고, 매우 지친 그를 본 그녀는 그를 들어오게한다. 돈은 레이철에게 로저의 건강 상태의 불 확실성에 대해 말하고 둘은 사랑을 나눈다. 사정 후, 돈은 그의 삶의 부분적인 이야기를 그녀에게 고백한다. 그녀에게 고백한 그의 어린 시절은 이렇다. 그는 그를 낳다가 죽은 창녀의 아들이며 술취한 아버지와 학대하는 새 엄마와 자랐고 그의 아버지가 돈이 10살때 말에게 맞아 숨진 후, 돈은 그가 안쓰러운 사람들이라고 부르는 새 엄마와 그녀의 새로운 남편에 의해 양육되었다는 것이다.

### 12. Nixon Vs. Kennedy
에피소드의 배경은 1960년 대통령 선거 날이다. 바트와 돈이 퇴근한 뒤, 스털링 쿠퍼 회사의 직원들은 몰래 선거 파티를 연다. 치열한 선거에 파티 분위기는 점점 무르익고, 직원들은 과음을 하며 파티를 즐긴다.
피트는 자신의 아파트에서 돈의 것인 아담의 신발상자를 본다. 그 신발상자 안에는 인식표, 편지와 사진이 들어있다. 한 사진은 젊은 돈과 아담이 말을 타고 있는 모습이 찍혀있다. 피트는 사진을 뒤집어 ‘딕과 아잠, 1994’라고 쓰여저 있는 것을 확인한다.
한편 돈은 새로운 기획 팀장을 뽑아야 하는데, 피트는 이에 눈독들이고 있다. 그러나 돈은 피트를 후보로 여기지 않으며, 돈은 공공연하게 이미 후보들을 정해놓았다. 헐먼 필립은 그 후보들 중 하나이다. 피트는 돈의 신발상자에서 알아낸 정보를 이용해 기획 팀장 자리를 따내려 하며, 그렇게 하면 돈이 어쩔 수 없이 피트에게 그 자리를 내줄 것이라고 굳게 믿는다.
돈의 비밀이 밝혀지려 하자, 돈은 패닉하고 레이철 멩컨에게 함께 도주하자고 말한다. 그러나 그녀는 자기는 운영해야 할 가게가 있고 돈에게는 가족이 있다며 거절한다. 그녀는 돈과의 다툼 끝에 돈이 자신과 떠나고 싶어하는 게 아니라, 누구와 떠나든 상관 없이 그냥 이곳을 떠나고 싶어한다는 사실을 깨닫는다.
결국 돈은 피트에 협박에도 불구하고 쿠퍼에게 헐먼 필립을 뽑겠다고 말한다. 피트는 분노하며 쿠퍼에게 돈이 딕 위트먼이며, 탈영병이고 범죄자라는 사실을 밝힌다. 하지만 쿠퍼는 이 나라는 그보다 더한 사람들로 인해 만들어졌고 그들로 인해 운영된다며 대수롭지 않게 여긴다.

### 13. The Wheel
베티는 친구의 남편을 바람을 피고 있다는 사실을 알게 되고 자신의 결혼 생활에 대해 고민하게 된다. 피트는 장인어른의 인맥으로 광고주를 구한다. 페기는 신입 카피라이터로 승진되지만, 본인도 몰랐던 임신 사실과 함께 갑작스레 아기를 출산한다. 아이의 아버지는 피트 캠벨이다. 돈은 동생의 자살 소식을 듣고, 가족과 함께 추수감사절을 보내지 않기로 결정한다. 피트가 이번 승진에서 선택 받지 못한 것을 안 장인어른 톰은 피트에게 일을 당분간 쉬고 아이 낳는 데에 열중하라고 충고한다. 드레이퍼 가정에서 베티는 추수감사절 때 친정으로 가져갈 것을 준비하느라 분주하다. 돈은 자신의 회사의 새 동업자로써 일이 너무 많아 추수감사절 때 같이 갈 수 없을 것이라고 말한다. 돈이 왜 자신의 가족을 보러 가기 싫어하는지 아는 베티는 "왜 내 가족을 당신 가족으로 받아들이지 못하는지 이해가 안 간다."라고 말한다.
그 다음날 베티는 장을 보고 집에 오자 현관 앞에 기다리고 있는 프랜신을 만난다. 몹시 동요된 듯한 프랜신은 전화 요금을 지불하면서 뭔가 이상한 점을 발견했다고 베티에게 말한다. 바로 맨하탄으로 건 비상정으로 많은 장거리 통화 내역이다. 그 번호로 전화하자 여자가 받았고, 남편이 일주일에 두 번씩은 원도프 호텔에서 자고 온다며 프랜신은 남편의 불륜을 의심한다. 베티가 그녀를 위로하려고 하지만 프랜신은 그저 남편을 독살시키고 싶다 말하고 집으로 돌아간다. 베티는 집에 들어가자마자 바로 돈의 서재에 들어가 전화 요금 고지서를 찾아 주머니 속에 넣는다.
그 와중 헤르만 필립스는 스털링 쿠퍼 회사 광고인들에게 현재 의뢰인들로는 충분하지 않다고 충고한다. 그는 사람들이 차를 사고 하늘을 날고 싶어한다며 자동차 회사, 항공사와 제약 회사와 계약하는 것이 중요하다고 말한다. 또한 현재 코닥 회사에서 슬라이드 프로젝터가 새로 출시되었다고 언급한다.
돈이 집에 오자 베티는 남편에게 프랜신의 상황에 대해 알린다. 그리고 그녀는 "어떻게 사랑하는 사람에게 그럴 수 있죠?"라고 물으며 남편의 반응을 살핀다. 돈은 그녀에게 걱정하지 말라며 달래준다.
헤르만 필립스는 코닥의 새로운 슬라이드 프로젝터를 돈의 사무실로 가져가 책상에 내려놓으며 제품이 마치 바퀴처럼 멈추지 않고 부드럽게 돌아간다고 말한다. 이에 돈은 코닥이 바퀴를 발명했다며 농담한다.

## 에피소드 정보

### 시즌 1 에피소드 정보
| 에피소드 번호 | 제목                      | 감독               | 각본                                                                      | 방송일             | 시청자 (백만) |
| 1             | "Smoke Gets In Your Eyes" | 앨런 테일러        | 매슈 와이너                                                               | July 26, 2007      | 1.65          |
| 2             | "Ladies Room"             | 앨런 테일러        | 매슈 와이너                                                               | July 19, 2007      | 1.04          |
| 3             | "Marriage of Figaro"      | 에드 비앙키        | 톰 파머                                                                   | August 9, 2007     | N/A           |
| 4             | "New Amsterdam"           | 팀 헌터            | 리사 앨버트                                                               | August 9, 2007     | N/A           |
| 5             | "5G"                      | 레슬리 링카 글래터 | 매슈 와이너                                                               | August 16, 2007    | N/A           |
| 6             | "Babylon"                 | 앤드루 번스타인    | Andre Jacquemetton & Maria Jacquemetton                                   | August 23, 2007    | N/A           |
| 7             | "Red in the Face"         | 팀 헌터            | 브리짓 베다드                                                             | August 30, 2007    | N/A           |
| 8             | "The Hobo Code"           | 필 에이브러햄      | Chris Provenzano                                                          | September 6, 2007  | N/A           |
| 9             | "Shoot"                   | 폴 피그            | Chris Provenzano and 매슈 와이너                                          | September 13, 2007 | 0.84          |
| 10            | "Long Weekend"            | 팀 헌터            | 브리짓 베다드 and Andre Jacquemetton & Maria Jacquemetton and 매슈 와이너 | September 27, 2007 | N/A           |
| 11            | "Indian Summer"           | 팀 헌터            | 톰 파머, 매슈 와이너                                                      | October 4, 2007    | N/A           |
| 12            | "Nixon vs. Kennedy"       | 앨런 테일러        | 리사 앨버트 & Andre Jacquemetton & Maria Jacquemetton                     | October 11, 2007   | N/A           |
| 13            | "The Wheel"               | 매슈 와이너        | 매슈 와이너, 로빈 비스                                                    | October 18, 2007   | 0.93          |

## 주제와 상징

### 정체성과 과거회상
티비 평론가들은 각자 캐릭터의 정체성에 주목한다. 가장 두드러 지는 것은 드레이퍼가 전쟁에서 벗어나기 위해 다른 병사의 정체를 사용해 그의 정체성을 감춘것이다. 팀 굿맨은 매드 맨에서 보다 중요한 테마는 정체성이라고 말했다. 굿맨은 돈 드레이퍼를 " 그는 오랫동안 거짓말 속에서 산 남자로 혼자 지내는 것이 익숙한 사람이 되었다. 세 시즌을 거쳐 우리는 그가 만들어낸 동화같은 삶에서 실존적 고뇌를 겪는것을 볼 수 있다."라고 언급했다.
게커는 "스털링쿠퍼 회사의 사업뿐만아니라 주인공인 돈 드레이퍼 또한 진실을 포장하는 것 같이 거짓말로 만들어졌다. 그의 캠페인들중 하나처럼, 그의 정체성은 기회와 빈정거림 그리고 속임수로 만들어진 솜사탕처럼 달콤한 거짓말이다."라고 했다.
뉴 리퍼블릭 작가 루트 프랭클린은 "이 쇼는 그들이 어떻게 창조되었고 그들의 이미지가 어떻게 만들어졌나를 보여주며 미국 아이콘의 브랜딩 장면으로 우리를 데려가는 방식이다. (러키 스트라이크 담배나 힐튼호텔 라이프 시리얼)"라고 말하며 "이런식으로 우리는 모두 밑에 어떤 거짓말이 깔려있는지 보다는 상품을 팔려는 방식에 집착하는 돈드레이퍼다. 드레이퍼의 치명적 단점은 그의 심리적 인지다. 그가 완벽히 미국의 욕구로 변모하며 그의 원래 성격과는 완전히 단절되는 것이 그것이다." 라고 덧붙였다.
한 리뷰어는 "정체성은 매드맨의 주된 테마다. 모두들 그들이 어떻게 나타나는지에 대해 집중한다. 각자 어긋난 야망과 좌절된 꿈으로 채워지고 그 중 돈드레이퍼는 더더욱시즌 1과 2를 통해 점점 속된말로 해골로 변해간다"라고 말했다.

### 불륜과 성차별주의
매드맨은 성 역할에 대한 논의를 더 활발하게 만들었다. 이 프로그램은 결혼, 혹은 약혼을 했음에도 자주 다른 여성들과 성적인 관계를 맺는 남성상을 표현한다. 대부분의 주인공들에게는 혼외불륜의 관계가 있다. 마리 윌슨은 워싱턴 포스트의 논평 페이지에서 “여성과 남성이 서로를, 그리고 권력을 다루는 방법을 보는 것은 괴롭고 힘든 일이다. 왜냐하면 이런 모습들은 우리의 생각만큼 그리 오래된 일이 아니기 때문이다. 우리의 딸들은 계속해서 권력은 권력을 가진 남자로부터 나온다는 생각을 하게 될 것이다. 그리고 불행하게도 아름다운 외모는 여자가 높은 자리에 오를 수 있는 사다리가 되어주긴 하지만 여전히 최고의 자리에 오르지는 못할 것이다."라고 설명하고 있다.
LA 타임스는 “특히 성차별주의는 거의 숨막히게 만들 뿐 보기에 즐겁지 않다. 하지만 그것은 흥미로운 여성 캐릭터들이 맞서 싸우는 힘이며, 여성 스스로를 정의 내리게 하는 반대 급부의 힘이다. 일상의 여성혐오와 겸손의 상호작용은 정신상담가가 남편에게 상담내용을 보고하는 가정주부, 퇴근시간 이후의 일에서는 모두 제외되는 등의 캐릭터들에게 목적과 형태를 제공한다."라고 주장한다. Salon에서 Nelle Engoron은 매드맨이 성문제를 드러내는 것처럼 보이지만, 프로그램의 남성 캐릭터들은 불륜과 술자리를 위해 처벌을 피하면서 일에서 손을 뗄 수 있는 반면에 여성들은 주로 이 문제에서 자유롭지 못하고 처벌을 피하지 못한다고 말한다.
Aviva Dove-Viebahn은 “매드멘은 어떻게 성차별주의와 가부장제가 1960년대의 삶, 직업, 그리고 사회적 관계를 형성하는 지에 대한 미묘한 묘사와 급변하는 광신적 애국주의의 60년대 광고계의 미화된 연기 그 사이를 가로지른다."라고 설명했으며 멀리사 윗코스키는 가디언紙에서 “페기의 우위적 위치는 온전하지 못하다. 왜냐하면 프로그램은 강력하게 그 어떠한 여성도 스털링 쿠퍼에서는 페기에 앞서 카피라이터가 된 적이 없다는 점을 시사하기 때문이다. 하지만 그녀의 승진을 둘러싼 상황들은 이것은 단순히 페기 이전에는 그 어떤 여성도 앞에서 스스로의 재능을 드러낸 적이 없었기 때문이라는 점을 시사한다.”라고 주장한다. 또한 멀리사는 페기가 승진하게 되는 과정이 메리 웰스 로런스와 Jean Wad Rindlaub와 같이 당대의 성공한 광고계 여성의 성공 스토리와 닮아있다는 점을 짚어냈다.

### 세대 차이
세대차이: 미국인들은 1960년대를 ‘기적의 60년대, 활기찬 60년대’로 기억한다. 그러나 밝고 아름다운 60년대의 이면에 심한 인종차별과 성차별이 있다는 비판이 많다. 60년대는 꿈과 희망이 현실이 되는 시대였다. 미국이 영광의 시대에 접어들며 세대차가 나타나게 된다. 돈 드레이퍼와 돈의 부모와의 차이는 대표적인 예다. 20대, 30대는 젊은 나이에도 성공할 수 있다는 믿음을 가지고 있었다. 또 젊은 세대는 부모 세대에 비해 더 진보적인 성향을 가지고 있었고 유연한 사고를 가지고 있었다. 매드맨에서 세대차를 드러내는 중요한 요소는 음악과 종교다. 매드맨의 각 에피소드는 각각 다른 음악으로 마무리되는데 이 음악들은 사회에 대한 불만을 표현하고 있다. 로저는 1차 세계대전에 대해서 이야기하는 반면 돈은 2차 세계대전 및 한국전쟁에 대해 이야기한다. 매드맨에 등장하는 인물들을 통해 다양한 시점과 각 시대를 사는 사람들의 삶에 대한 이야기를 다룬다. 시대극의 장점은 시대상을 들어 그 시대 인물들의 삶과 정서를 보여준다는 것이다. 매드맨은 철저한 고증을 바탕으로 당대인의 삶과 정서를 신뢰감 있게 표현하고 있다.

### 소비 사회
소비주의(Consumerism): 소비주의의 사전적 정의는 소비자의 이익을 증진시키거나 보호하는 것이다. 소비주의는 매드맨에서 자주 등장하는 개념이다. 매드맨의 배경은 광고회사다. 광고회사의 목적은 어떤 상품의 장점을 찾아 소비자들에게 알리고 매력을 느끼도록 하는 것이다. 모든 에피소드에서 돈 드레이퍼와 그의 동료들은 고객을 유혹할 수 있는 최선의 방식을 찾으려고 노력한다. 뛰어난 광고 전략을 세워 경쟁적인 시장에서 살아남고자 하는 고객사를 설득하는 것이 그들의 목표다. 상품을 매력적으로 포장할 수 있는 최선의 방식을 찾는 작업은 다양한 접근을 통해 이뤄진다. 고객을 세대별 집단으로 구분해서 공략하는 것은 가장 일반적인 접근이다. 물론 전세대를 아울러 동시대인으로서 한 집단으로 설정하는 경우도 있다. 매드맨에 등장하는 60년대 남성들은 강한 남성성을 보이며 여성들은 강한 여성성을 보인다. 광고업자들은 연구를 거쳐 상품을 광고할 방법을 고안한다.또 정신분석학적인 측면에서 소비자들에게 유인을 줄 수 있는 방법을 고민하기도 한다. 예를 들어 럭키 스트라이크 에피소드에서 "구웠다(toasted)"는 표현으로 럭키 스트라이크의 이미지를 표현해낸다. 폭스바겐을 "레몬"으로 비유한 것과 같은 이런 간단한 정의는 소비자 심리에 대한 인식을 바탕으로 하고있다. 이런 접근 방식들은 소비자들의 구매욕을 자극하는 데 있어 유의미한 차이를 만들어낸다. 매드맨의 배경이 되는 60년대는 미국인 일반이 텔레비전을 시청하게 된 첫 번째 시기다. 또 식자율이 상승하면서 시민 일반이 광고를 이해할 수 있는 토대가 만들어졌다. 매드맨(60년대 광고업자)은 알콜중독으로 알려졌는데 이들이 음료를 선택하는 것 역시 소비주의 경향의 일부라고 할 수 있다. 상그리아(적포도주에 소다수와 레몬 즙을 섞은 음료)나 스프릿츠(백포도주에 소다수를 혼합한 음료)같은 음료는 당시 엘리트 계층에서 유행했던 술이다.당대의 소비주의는 동시대의 평범한 사람들이 그들이 원하는 모든 것을 가질 수 있다는 인식을 가지도록 만들었다. 이런 인식에 젖어들면서 소비주의는 경제와 사람들의 성격적 특질에도 영향을 미치게 된다.

### 알코올 의존증
ABC 뉴스는 매드맨에서 드러난 1960년대의 음주문화에 대해 사실적인 묘사라고 말했다. 감독 매슈 와이너는 오피스 내부·외부와 점심·저녁을 가리지 않고 술을 마시는 주인공들의 모습을 그려낸다. ABC 뉴스는 이런 주인공들의 모습이 60년대라는 타임 프레임을 사실적으로 보여주고 있다고 평가했다. 시즌 2에서는 프레디 럼슨이 바지에 오줌을 싼 뒤, 알콜 중독 치료를 위한 재활원으로 보내지는 사건이 발생한다. 또한 극중에서 한 텔레비전 리포터는 돈, 베티, 헐만 필립 그리고 로저 스탈링의 과음에 대해 지적하기도 한다. 시즌 4에서는 돈 드레이퍼가 자기 자신이 알콜 중독이라는 사실을 인지하게 된다. ABC 뉴스가 인용한 한 알콜 및 약물 중독 전문가는 지난 10년 동안 알콜 중독은 질병으로서 인정받았으나 60년대에는 과음 후에 드러나는 부정적인 행동들은 남성적이고 로맨틱한 것으로 여겨졌다고 설명했다. 또한 드라마를 본 한 평론가는 시즌 4에서 돈 드레이퍼가 알콜 중독과 싸우는 모습을 가리키며 ‘술 깨는 이야기’라고 표현하기도 했다.

### 반문화
로스 엔젤레스 타임즈는 매드맨은 만연한 문화전쟁의 출현 전인 쉼 없이 바쁜 시기에 이야기 속 인물들이 개인적 해방을 위해 노력하는 것에서 뛰어나다고 말했다. 한 리뷰어는 패기를 통해 시즌 4가 시끄러운 음악과 담배 돌려피우기, 언더그라운드 영화와 같이 그 시대의 존재를 나타내는 것과 함께 반문화 (팝아트의 황제 앤디 워홀)의 도입을 가져왔고 패기가 라이프 잡지의 사진작가(Friend)와 함께 로프트에 방문하면서 걷잡을 수 없이 자란, 주류에 반하는 저항적인 창의성의 즐거움에 직면한다며 흥분했다. 허핑턴 포스트는 패기가 로비에서 피트가 SCDP 파트너들과 그의 새로운 6000달러 계좌를 기념하기 위해 머무는 동안 그녀의 새로운 비트족 친구들과 만나는 장면에 집중했다. 그들이 그들의 반대 궤도에 승선하는 동안 카메라는 그들의 시선에 머물며 여기에서 우리는 감정적 진실을 찾는다고 말했다.

### 인종차별주의
Tamara Harris는 Change.org에 “주 내용에 유색인종이 등장하지 않는 사실은 많은 사실을 함축한다" 라고 적었다. 더 명확히 얘기하면 ‘매드맨’은 20세기 중반에 대한 내용이 아니다. 만약 당시 내용을 다뤘다면 인종 문제와 관련해 아무런 언급이 없었던 사실로 인한 비난을 면할 수 없기 때문이다.
하지만 매드맨은 돈 드레이퍼와 그의 궤도에 속한 인물들에 대한 내용이다. 그들은 50년대 후반부터 60년대 중반까지 맨해튼에서 일을 하고 생활한 중산층 이상의 상류층 백인들이다. 평등을 위한 투쟁이 그들의 특권을 침해하는 경우가 아니면 이 사람들은 인종이나 인종차별주의는 없는 것이나 다름 없다. 하지만 유색인종이 집에 있는 경우나 그들의 관점은 전혀 보여주지 않고 일을 하는 모습만 보여주는 초인종주의 (인종 구분 자체를 거부하는 관점) 가 ‘매드맨’ 시리즈를 더 복잡하게 만든다고 비평가들은 주장한다.
몇몇 저술가들은 Clarence Holte나 Georg Olden, Caroline Robinson Jones 와 같은 1960년대에 업계 진출을 시작해 성공적으로 업계에서 활동한 흑인 광고업계 중역진들에 대한 내용을 생략함으로써 ‘매드맨’시리즈가 역사를 왜곡한다고 보았다.
Slate의 기고자 Tanner Colby는 ‘매드맨’이 당시 매디슨가에 있었던 인종 문제를 역사적으로 정확하게 다뤘다고 칭찬했다. 특히 시즌 3 ‘The Fog’ 에피소드에서 캠벨이 아프리카계 미국인을 대상으로 한 제품에 대한 아이디어를 회사가 좌절시킨 사건에서 이러한 정확도가 잘 드러난다. 시즌 4 ‘The Beautiful Girls’ 에피소드에서 Fillmore Auto 회사가 흑인 직원을 고용하지 않는 이유로 보이콧을 당하자 페기는 Harry Belafonte를 Fillmore Auto의 대변자로 제안하지만 돈 드레이퍼가 이 제안을 거절하는 장면에서도 잘 드러난다.
Colby는 또한 1963년에 Ad Age와 관련해 발행된 expose에서 “2만명의 이상의 전문직이나 창의성을 요구하는 직업군 종사자 중 흑인은 25명 밖에 없었다”. 그는 “매드맨은 비겁하게 인종 관련 문제를 회피하지 않는다. 단지 매디슨가의 비겁함에 대해 솔직할 수 있는 용기가 있을 뿐이다.” 라고 얘기했다.

### 흡연
- 럭키 스트라이크 광고

미국에서 현재보다 1960년대에 더욱 흔했던 흡연은 매드맨 시리즈에서 지속적으로 나타난다. 한 에피소드 내에서도 여러 등장인물들이 담배 피우는 모습을 자주 볼 수 있다. 파일러트 에피소드에서는 ‘러키 스트라이크’의 대표들이 새로운 광고 캠페인을 구하기 위해 스털링 쿠퍼에 문의하러 온다. 그 당시에 ‘리더스 다이제스트’ 잡지에서는 흡연이 폐암과 같은 질병의 원이 된다는 발표를 한 시기이다. 흡연이 건강이나 외모에 해롭다는 말은 중요시 여기지 않거나 주로 무시된다. 시즌 4에서는 ‘러키 스트라이크’가 스털링 쿠퍼 드레이퍼 프라이스(SCDP)와의 광고 계약을 해지시키자 돈 드레이퍼는 뉴욕 타임즈에 ‘내가 담배를 끊는 이유’라는 제목의 광고를 낸다. 그 광고를 통해 SCDP는 더 이상 담배 회사들과의 계약을 거절한다고 밝힌다. 시즌 마지막 회에서 미국 암학회(American Cancer Society)와 대화를 하는 것으로 막을 짓는다.
배우들은 진짜 타바코 담배가 아닌 허브 담배를 피우는데 제작책임자 매슈 와이너는 뉴욕 타임즈와의 인터뷰에서 그 이유가 배우들의 건강과 관련된 것이 아니라고 했다. 그는 “배우들이 진짜 담배를 피우는 것은 좋지 않을 거예요. 불안해하고 초조하게 되기 때문이죠. 담배를 너무 많이 피워서 세트장에서 토하는 사람들도 봤다”고 말했다.

### 추락하는 남자
방 안의 가구들이 빠르게 무너져 내리고, 남자의 그림자가 높은 광고판으로 만들어진 절벽에서 추락한다. 불안한 느낌의 배경음악이 흘러나오고 전반적으로 불안정한 분위기가 이어진다. 매드맨의 제작자 매슈 와이너가 만든 이 인트로 영상은 정장을 입은 남자가 하늘에서 떨어지는 내용이다. 이 ‘추락하는 남자’ 이미지는 인트로 영상뿐 아니라 매드맨의 광고 배너와 포스터에도 쓰였다. 9.11 테러를 연상케 해 논란이 뜨거운 ‘추락하는 남자’ 이미지에 대한 방송사 AMC의 공식 입장은 주인공 돈 드레이퍼의 혼란스러운 심경을 표현했다는 것이다. 존 햄(돈 드레이퍼)도 언론과의 인터뷰에서 ‘추락하는 남자’가 돈 드레이퍼를 형상화한 것이라고 밝혔다. 36초에 불과한 이 인트로 영상은 매드맨의 여러 측면을 함축하고 있다.
그러나 이 논쟁적인 인트로 영상은 여전히 여러 영역에서 토론의 대상이 되고 있다. 2001년의 9월 11일 납치된 비행기가 뉴욕의 세계무역센터와 충돌하는 미국 역사상 유례없는 비극이 벌어졌다. 빈라덴이 이끄는 알카에다는 미국에 선전포고를 하고 자신들의 적인 미국의 여객기를 탈취해 뉴욕에서 가장 중요한 건물 중 하나인 세계무역센터와 충돌시켰다. 충돌 후 빌딩 내부에 화재가 일어나자 발이 묶인 사람들은 빌딩 밖으로 몸을 던져 목숨을 잃었다. 높은 빌딩에서 몸을 던지는 사람들의 모습은 전세계에 생중계됐다.
매드맨의 인트로 영상은 9.11 테러 이후인 2007년 제작되었다. 일부 비평가들은 이 인트로 영상이 9.11 테러 사건과 당시 희생된 이들을 연상시키기 때문에 부적절하다는 주장을 제기했고 실제 9.11 테러 희생자 유가족들이 이 인트로의 상영을 중단할 것을 요청하기도 했다. 2012년 AMC는 매드맨의 5번째 시즌 홍보를 위해 뉴욕시 사방에 해당 이미지의 포스터를 붙였고 이 일로 많은 사람들의 공분을 샀다. 논란이 야기되자 매슈 와이너는 그 누구에게도 상처를 줄 의도는 없었다는 입장을 밝혔지만 관련 논란은 사그라들지 않았다.

### 케네디 vs 닉슨 대통령 선거
1960년 11월 8일에 있었던 선거는 미국 역사상 가장 유명한 선거 중 하나로 꼽힌다. 닉슨은 로스 엔젤레스의 유명한 호텔인 앰버서더 호텔에서, 케네디는 마사츄세츠 주 하이에니스 포트에 소재한 자신의 거처에서 안락하게 선거 개표 방송을 시청했다. 하지만, 중서부의 농촌과 교외 지역, 그리고 락키 산맥, 대서양에 근접한 주의 표가 개표되면서, 닉슨은 케네디와의 표차를 서서히 줄여가기 시작했다.
자정이 되기도 전에, 뉴욕 타임즈는 헤드라인에 “케네디 대통령 당선”이라는 정보를 실어놓은 상태였다. 하지만 선거가 너무 치열해지다 보니, 타임즈의 주필인 터너 캐틀리지는 “중서부의 한 시장이 제발 표를 충분히 확보해 케네디가 당선되기를 기원했다”라고 회상했는데, 이는 타임즈가 12년 전 시카고 트리뷴이 토마스 듀이가 트루먼 전 대통령을 선거에서 이겼다는 오보를 낸 전레에서 비롯한 말이었다.
닉슨은 자정 3시에 새로 연설을 통해, 케네디가 선거를 이겼을지도 모른다는 점을 암시했다. 뉴스 관계자들은 매우 당황했는데, 이러한 공식적인 대선 패배 인정문은 매우 드문 경우였기 때문이다. 11월 9일, 수요일에 되어서야 닉슨은 확실한 대선 패배를 인정하였고, 케네디가 대통령으로 당선되었다.
3,129의 자치주와 도시 중, 닉슨은 1857개 (59.35%)의 도시에서 승리를 거뒀고 케네디는 1,200 개 (38.35%)에서 이겼다. “언약하지 않은” 선거인들이 루이지애나와 미시시피의 71개 자치주 (2.27%)에서 승리했으며, 알래스카에서는 케네디와 닉슨이 각각 한 도시씩 가져갔다. 투표가 얼마나
치열했는지는 닉슨의 본고장인 캘리포니아에서 적나라하게 드러난다. 선거구가 투표 완료를 선언했을 때는 케네디가 37,000표로써 승리한 것으로 보여졌으나, 부재자 투표가 완료된 일주일 후에는 닉슨이 결국 36,000표로 캘리포니아까지 가져갔다.
이와 비슷하게, 하와이에서도 닉슨이 주투표에서 승리한 것으로 알려졌으나, 재개표 시에는, 케네디가 115표라는 적은 표 차이로 승리했다.
전국민 투표에서는, 케네디가 닉슨을 0.17%라는 20세기 최소의 표차로 승리했다.
대표단 투표에서 케네디의 승리는 더욱 확고했는데, 케네디가 대표단에게서 303표를 가져간데 비해, 닉슨은 219표를 가져갔다. 총 15개의 대표단은 케네디도 닉슨도 아닌 버지니아주 소속 민주당의 해리 버드 상원의원을 뽑았다.
케네디는 12개의 주에서 3% 미만의 득표율 차로 승리를 구뒀고, 닉슨은 6개의 주에서 비슷한 비율의 득표차로 승리했다. 케네디는 북동쪽 주와 미시간, 일리노이, 미쥬리 등 상대적으로 인구수가 많은 서중앙 지방에서 승리를 거뒀다. 린든 존슨의 도움으로, 남부 지방 대부분의 주에서 역시 승리를 거뒀는데, 이 중에는 노스 캐롤라이나, 죠지아, 텍사스 등 매우 큰 주들이 많이 포함되어 있었다. 닉슨은 캘리포니아를 포함한 농업 중심의 서부 지역에서 강세를 보였는데, 서부의 3개 주를 빼놓고는 모든 주에서 앞서갔다. 가장 큰 승리를 거둔 주는 오하이오였다. 뉴욕 타임즈는 이러한 치열함에 대해 케네디가 이긴데에는 그가 천주교였다는 점도 적지 않은 영향을 미쳤다고 주장했다. 선거 도중 닉슨은 케네디의 종교를 비난하였고, 그로 인해 북쪽 지역의 많은 가톨릭교도들이 케네디의 편으로 붙었다는 것이 그들의 분석이다.
미시간 대학교의 조사팀이 1956년과 1960년에 투표를 실시한 이들에 대한 인터뷰에 의하면, 1956년에 민주당에 투표한 사람들 중 39명 중에 케네디를 뽑은 사람이33명인데 비해, 공화당을 뽑은 이 61명 중 44명이 닉슨에게 투표했다. 이에 의하면, 닉슨은 표 28%를 아이젠하워에게 뺏긴데 비해, 케네디는 단 15%만을 스티븐슨에게 뺏긴셈이다. 결론적으로, 민주당이 공화당보다 1956년에 지지자들을 잘 관리한 것이다.
케네디는 앞으로 미국에 국가적으로 다가올 도전들을 꿰뚫어보았고 이를 헤쳐나가기 위해서는 국민들의 전폭적인 지지가 필요했다. 당선 연설에서 그는 “친애하는 모든 국민 여러분, 저는 앞으로 다가올 4년이 도전과 역경으로 가득찬 시기일 것이라고 봅니다. 우리는 1960년대를 잘 헤쳐나가기 위해 전국적으로 협력해야 합니다. 저는 여러분의 도움이 절실하며, 저의 모든 정신을 미합중국의 장기적인 발전과 전세계의 자유를 도모하는데 바칠 것임을 약속드립니다.”라고 주장했다.

### 여성의 신비(Feminine Mystique)
여성의 신비(Feminine Mystique)란 여성들의 가장 큰 행복은 아내와 엄마가 되는 것이라는 개념이다. 그러나 베티 프라이덴의 여성의 신비(Feminine Mystique)에서는 교외의 주부들의 인터뷰와 심리학과 미디어 광고조사를 통해 이 개념을 비판하며 세컨드 웨이브 페미니즘을 불러일으켰다.
드라마 매드맨도 프라이덴과 같이 이런 여성의 신비라는 개념이 환상에 불과하다고 비판하고 있다. 시즌 1에서 돈 드레이퍼의 아내 베티 드레이퍼는 전형적인 우울한 주부의 모습을 대변한다. 베티 드레이퍼는 표면적으로는 모든 것을 가진 아내이자 어머니다. 그러나 그녀는 이런 삶에 만족하지 못하고, 손을 떠는 등 불안하고 우울한 증세를 보인다. 드라마에서는 그녀의 결혼생활 또한 불안정한 것으로 비춰진다. 예컨대, 돈 드레이퍼는 계속해서 다른 여자들과 불륜을 저지르고, 베티는 돈의 감춰진 삶에 대해 계속해서 불안감을 느낀다. 베티는 결국 정신과 의사를 찾아가며 그녀의 불안정한 삶에 대해 털어놓게 된다. 그러나 돈 드레이퍼는 완벽해 보이는 삶을 살고 있는 베티가 왜 불안감을 느끼고 있는지 이해하지 못한다.
이는 여성의 신비(Feminine Mystique)라는 개념에서 드러난 여성의 이상적인 꿈은 주부로 연결된다는 것에 반한다. 완벽해 보이는 삶을 살고 있는 베티가 그 삶에 만족하지 못하는 모습이 이를 대변하고 있는 것이다. 또한 9화에서 그녀가 과거에 했던 모델 일을 결혼 이후에도 계속해서 꿈꿔왔다는 것이 드러난다. 코카콜라 광고 제의가 들어오자 그녀는 갑자기 흥분한 모습을 보이며, 다시 일을 시작한다는 것에 대한 사실에 기쁨을 감출 수 없다. 이는 그녀의 꿈은 주부라는 그림자에 의해 가려졌으며, 주부라는 것은 그녀의 이상이 아니라 그저 현실이 만들어낸 환상에 불과하다는 것을 보여주고 있다. 따라서 드라마에서는 베티 드레이퍼라는 인물을 통해 여성의 신비(Feminine Mystique)가 진실이 아니라 사회가 만들어낸 고정관념에 불과하다는 것을 보여준다.

### 회색 양복을 입은 사나이 (The Man with Grey Flannel Suit)
매드맨과 회색 양복을 입은 사나이는 많은 점에서 공통점을 가지는데, 우선 이 두 영화의 시대적 배경이 10년 정도밖에 차이가 나지 않아서 사회적인 양상에서 굉장히 흡사하다. 두 주인공은 모두 정상적인 가정과 직장을 꾸리고 살지만 불륜을 저지르고 있다는 점, 과거에 전쟁에 참전했던 경력이 있다는 점 등에서 매우 비슷하다. 이는 겉으로는 아내와 화목한 매일매일을 보내는 것 같고, 실제로도 드레이퍼와 톰은 가족 중심적인 성향을 띠고 있다. 그렇지만 위에서 말했듯이 불륜이라는 소재가 이들의 심적 갈등을 일으킨다는 점에서 아이러니를 불러 일으키게 된다. 또한 두 인물 다 도시 외곽 쪽에 거주하고, 알코올 의존중이라는 생각이 들 정도로 술을 자주 마신다는 점에서 라이프스타일도 유사하다.
이 둘은 일에 헌신하는 태도에서도 공통점이 있다. 돈은 자신의 광고 회사에서 매우 중요한 역할로써 인정받고 있고, 톰도 자신의 직장에 충실하다. 다만 돈 드레이퍼는 자신의 일에 대하여 별다른 불만이나 의식을 가지고 있지 않는 것에 비하여, 톰은 표면적으로는 일에 헌신하지만 그것이 영혼이 없는 태도라고 내심 생각하다는 점에서 약간의 차이점이 있다.
위에서 언급하였듯이, 둘은 각각 한국전쟁 제2차 세계대전에 참전했던 과거를 가지고 있다. 이는 굉장히 명예로운 일인 것처럼 보이지만, 실제로 두 주인공은 이러한 과거를 회피하려는 성향을 보인다. 특히 두 작품 다 PTSD와 비슷한 다소 고통스러운 과거 회상 장면이 나온다는 점에서 유사하다. 이는 종전 이후 참전용사들은 정상적인 사회생활 복귀를 꿈꾸지만, 이 두 작품을 통해서 이러한 것이 쉽지 않다는 것을 간접적으로 보여주는 예라고도 할 수 있다.
매드맨과 회색 양복을 입은 사나이에서 제시하는 인간상은 매드맨(Mad Man)과 예스맨(상사에게 복종하는 사람)으로 각각 나타난다.

### 아인 랜드
매드맨 1시즌에서 아인 랜드의 이름이 처음 언급되는 것은 8번째 에피소드 “The Hobo Code”에서 스털링 쿠퍼 사의 사장인 버트 쿠퍼의 입을 통해서이다. 그는 아인 랜드의 책 Atlas Shrugged를 돈 드레이퍼에게 권한다. 본 에피소드에서 나중에 돈은 고객과의 상담 중 고객이 자신의 광고를 별로 마음에 들어하지 않자 “내가 공들인 이 광고를 당신이 감사하게 받아들이지 않는다면 우리는 이 광고를 당신에게 주지 않을 것이고, 그렇게 되면 당신이 어떻게 되는지 보자” 라는 상당히 도전적이고 어떻게 보면 건방지기까지 한 대사를 말하는데, 이 장면은 돈이 랜드의 책 Atlas Shrugged를 읽고 영향 받았음을 알 수 있게 한다. 본 드라마에서 시청자들은 돈을 통해 계속해서 아인 랜드의 철학을 연상시키는 독선 혹은 자기중심성을 관찰할 수 있다.
11번째 에피소드 "Indian Summer"에서 아인 랜드의 이름은 다시 한번 등장한다. 로저가 갑작스럽게 건강에 문제가 생기자 쿠퍼는 돈에게 파트너 자리를 제안한다. 돈은 파트너 제안은 수락하지만 계약서는 필요 없다고 말한다. 쿠퍼는 계약서가 필요 없다는 돈의 말을 듣고 미소를 지으며 "너무 자신감 넘치는 것 아니냐"고 반문한다. 이어서 쿠퍼는 돈에게 아인랜드를 소개하고 싶다고 이야기한다. 쿠퍼는 계약서도 쓸 필요 없다는 자신감 넘치는 돈의 태도에 감탄했다. 아인랜드의 책에서 강조하는 상황에 순응하지 않고 자신이 추구하는 가치를 견지해 성취를 이뤄내는 인간상을 돈에게서 발견한 것이다.

## 반응 및 평가

### 평점
[시즌 1 ~ 시즌 2] 2007년 7월 19일 저녁 10시 예고편 시청률은 당시 기존의 AMC 드라마 시리즈에 보다 높았으며 120만 가정에서 총 165만명의 시청자들에 의해 1.4점을 얻었다 (household rating). 시즌 1 예고편의 시청자 수는 시즌 2에 비해 두 배 이상 이었으며(206만명) 이는 시즌 2예고편의 강력한 홍보 덕분이었다. 시즌 2첫 방송 이후 시청자 수의 급격한 감소로 인해 TV비평가들은 우려의 목소리를 형성했다. 하지만, 175만명이 시즌2 마지막화를 시청했고 이 수치는 시즌2 평균 시청자수 보다 20% 더 높은 수였으며 시즌 1 마지막 화 시청자 수에 비해선 926,000 명이 더 많았다. 저녁 11시와 새벽 1시 재방영 시청자 수를 포함해 누적 시청자 수는 총 290만명이었다.
[시즌 3] 예고편은 2009년 8월 16일에 방영되었으며 첫 상영에 280만명, 그리고 저녁 11시와 새벽 1시 재방영 시간에 78만명이 시청하였다. 2009년에 매드맨은 시청자 수 57.7% 증가로Nielsen’s top 10 timeshifted primetime tv programs에서 배틀스타 갤랙티카 최종 시즌 바로 다음으로 2등을 차지했다.
[시즌 4] 예고편을 290만명이 시청하였으며 시즌 3 처음보다 평점이 5퍼센트 증가하였고 시즌 3평균보다는 61퍼센트 증가하였다. 또한 AMC 역사상 가장 많이 시청한 드라마로 등극하였으며 이는 The Walking Dead와 Better Call Saul 방영 때까지 유지되었다.
[시즌 5] 예고편인 ‘A Little Kiss’는 350만명이 시청하였고 18 ~ 49세 시청자는 160만명이었다. 이는 매드맨 역사상 가장 많은 시청자 수였다. 시즌 5 이전에는 18 ~ 49세 시청자 수에서 100만명 이상의 시청자 수를 기록한 적이 없었다. AMC 채널의 사장인 Charlie Collier는 “Matthew Weiner와 그의 팀은 시즌 5까지 매 시즌을 아름다운 얘기로 잘 풀어냈으며 시즌이 지날수록 더 많은 시청자들이 이에 반응해주었다. 이러한 성공은 매우 드물기에 이 프로그램과 카메라에 찍히지 않은 유능한 작가, 출연진을 포함한 전체 팀에 대해 자부심을 느낄 수 밖에 없다.” 라고 얘기했다. 시즌 5 마지막화인 “The Phantom”은 270만명이 시청하였으며 매드맨 최종화 중 가장 높은 시청자 수를 기록하였다. 2012년에 매드맨 시리즈는 시청자 수 상승률127%를 기록하며 Nielsen's list of Top 10 timeshifted primetime TV programs에서 2등을 차지하였다.
| 시즌         | 방영 시간과 요일 | 에피소드 수 | 시작 날짜       | 예고편 시청자 수 | 최종회 날짜           | 최종회 시청자 수 | 평균 시청자 수 |  |
| ------------ | ---------------- | ----------- | --------------- | ---------------- | --------------------- | ---------------- | -------------- |  |
| 시즌 1       | 목요일 P.M 10:00 | 13          | 2007년 7월 19일 | 165만명          | 2007년 10월 18일      | 93만명           | 90만명         |  |
| 시즌 2       | 일요일 P.M 10:00 | 13          | 2008년 7월 27일 | 206만명          | 2008년 10월 26일      | 175만명          | 152만명        |  |
| 시즌 3       | 일요일 P.M 10:00 | 13          | 2009년 8월 16일 | 276만명          | 2009년 11월8일        | 232만명          | 180만명        |  |
| 시즌 4       | 일요일 P.M 10:00 | 13          | 2010년 7월 24일 | 290만명          | 2010년 10월 17일      | 244만명          | 227만명        |  |
| 시즌 5       | 일요일 P.M 10:00 | 13          | 2012년 3월 25일 | 350만명          | 2012년 6월 10일       | 270명            | 270만명        |  |
| 시즌 6       | 일요일 P.M 10:00 | 13          | 2013년 4월 7일  | 337만명          | 2013년 6월 23일       | 269만명          | 249만명        |  |
| 시즌 7 파트1 | 일요일 P.M 10:00 | 7           | 2014년 4월13일  | 227만명          | 2014년 5월 25일       | 194만명          | 201만명        |  |
| 시즌 7 파트2 | 일요일 P.M 10:00 | 7           | 2015년 4월5일   | 227만명          | 2015년 5월 17일(예정) | 아직 진행 중     | 아직 진행 중   |  |

### 평론
매드맨은 개봉과 동시에 비평가들의 큰 호평과 비평가들의 역대 최고의 위대한 텔레비전 시리즈로 자리매김 하였다. 미국 영화 연구소는 2007, 2008, 2009, 2010, 2012년에 (2011년에는 방영하지 않았음) 매드맨을 최고의 10개 텔레비전 시리즈 중 하나로 뽑았고, <텔레비전 비평과 협회>, <시카고트리뷴>, <뉴욕타임즈>, <피츠버그 포스트 가제트>, <타임지>, 그리고 <TV 가이드>를 포함한 다수의 국내 출판물들도 매드맨을 2007년 최고의 텔레비전 쇼로 선정했다.
논평 웹사이트 메타크리틱에 매드맨 첫 시즌 점수는 77/100이었다. 2013년 <TV 가이드>는 2013년 역대 최고의 드라마 60개 중 매드맨을 5위로 선정하였고, 미국 작가 조합에서 역대 최고로 잘 쓰여진 TV 시리즈 101개 중 7위로 선정되었다. 롤링스톤의 멤버 롭 셰필드는 매드맨을 "역대로 가장 위대한 TV 드라마"라고 말했다.
<뉴욕타임즈>의 논평가는 "그리 멀지 않은 과거를 즐기는" 획기적인 시리즈라고 말했다.

### 시대적 진정성
60년대 광고업계에 종사했던 사람들은 매드맨의 시대적 진정성에 대해 각자 다른 시각을 제시하고 있지만, 매슈 와이너와 그의 팀은 매드맨이 시대적 진정성과 그 배경을 잘 드러내고 있다는 찬사를 받았다. 매드맨 자문위원 로버트 래빈슨은 매드맨이 포착하고 있는 것은 매우 사실적이다며, 드라마에서 일상적인 음주, 지속적인 흡연, 간부와 비서의 관계를 매우 사실적으로 표현하고 있다고 전했다. 60년대에 카피라이터로 일했던 제리 델라 페미나 또한 드라마가 흡연과 여러 가지 사회적 편견을 정확하게 그려내고 있다고 전했다.
한편 카피라이터 알렌 로젠샤인은 드라마의 배경은 완전히 꾸며낸 것이라고 말하며, 실제로 60년대에 매드맨의 등장 인물들처럼 여자를 대했다면, 진작에 해고당했을 것이라고 예를 들었다. 60년대에 광고회사 Doyle Dane Bernbach에서 일했던 조지 루이스는 매드맨은 60년대의 고정관념을 드라마를 통해 실체화 시킨 것에 불과하다고 말했다. 그는 60년대의 현실은 매드맨과 달랐으며, 광고업계에 종사하는 사람들은 매일 힘들게 일했고, 일 외에 활동이라고는 회사에서 하는 농구와 소프트볼이 전부였다고 설명했다.
또한 하버드 대학교 문화 관측소의 벤자민 슈미츠의 매드맨 언어 분석에 따르면, 매드맨에서 사용된 어휘와 문장은 그 시대에 정확히 들어맞지 않는다고 전했다. 그는 컴퓨터 프로그램을 이용해서 드라마가 그 시대의 언어를 아주 조금밖에 포착하지 못했다는 것과 매드맨의 대부분의 언어와 문장은 그 배경의 시대보다는 현대에서 더 자주 사용되고 있는 언어임을 밝혔다. 따라서 매드맨의 언어는 그 시대의 언어 패턴에 대한 잘못된 인상을 줄 수 있다는 것이다. 또한 매드맨에서 사용되는 "creeps in with striking regularity”와 같은 비즈니스 언어는 현대 사회에서 사용되는 언어이며, 당시에는 이런 언어를 사용하는 것이 일반적이지 않았다고 덧붙였다.

### 결과와 영향
매드맨은 1960년대 패션과 문화에 대한 새로운 관심을 불러 일으켰다. 2008년 ‘더 가디언’은 매드맨이 남성 슈트 패션, 특히 높은 웨이스트밴드, 짧은 재킷, 귀판 안경과 페도라와 같은 당시 시대 스타일 슈트의 부활에 한몫을 했다고 보고했다. 또한 매회 나오는 드라마 의상들은 남성에게는 테일러 수트를, 여성에게는 풀스커트에 플로럴 프린트와 가디건을 유행시켰다. 이러한 인기를 반영해 바나나 리퍼블릭은 매드맨 가을 캠페인을 전개했고, 브룩스 브라더스는 매드맨 리미티드 에디션을 판매하기도 했다. 바나나 리퍼블릭 디자인팀과 매드맨 의상 디자이너인 Janie Bryant가 함께 디자인한 컬렉션(Mad Men Capsule Collection)은 많은 드라마 팬과 복고, 오피스룩 매니아들의 관심을 한 몸에 받았다.
또한 웹사이트 BabyCenter에 의하면 매드맨 때문에 “베티”라는 이름이 2010년 미국에 갑자기 인기가 많아졌다. 나아가 The Arizona Republic에선 20세기 중반 인테리어 디자인의 새로운 관심이 매드맨의 방영과 겹친다고 보고했다.
뉴욕타임즈 극장 비평가 벤 브랜틀리는 텔레비전 프로그램 매드맨이 “과음하고 줄담배 피며 여자들이나 쫓아다녔던 1960년대”를 “브로드웨이의 가장 사랑 받는 시대”로 탈바꿈 시켰다고 하며, 그 예시로 2010년과 2011년, 1960년대를 배경으로 나타난 브로드웨이 뮤지컬을 세 개를 들었다. 바로 “Promises, Promises”와 “How to Succeed in Business Without Really Trying”의 재상연과 “Catch Me If You Can”이다. 또한 브랜틀리는 “Promises, Promises가 원래 배경이었던 60년대 후반이 아니라 1962년을 배경으로 한 이유는 매드맨에 있다고 본다”라고 주장했다.
2009년 TNT에서 한 시즌 동안 상영한 Trust Me는 현대시대 광고회사를 배경으로 한 드라마이다. 텔레비전 비평가 톰 셰일즈는 Trust Me를 매드맨과 Nip/Tuck이라는 다른 텔레비전 프로그램을 합친 결과물이라고 주장했다. 그 밖에 2011년 짧게 상영한 The Playboy Cub과 Pan Am 또한 배경이 1963년인데, 둘 다 매드맨을 따라 한 드라마라고 자주 언급된다. 2011년 첫 방송한 영국 텔레비전 드라마 The Hour 또한 매드맨의 영향을 많이 받았다. 심지어 2014년 Syfy채널에 방송된 Ascension은 “우주를 배경으로 한 매드맨”이라고 불렸다.
뿐만 아니라 현실에서 매드맨은 시즌 2, 1화에서 돈 드레이퍼가 프랭크 오하라의 시 “Mayakovsky”를 낭송하자 아마존 웹사이트에서 오하라의 작품이 Top 50로 올라갈 정도의 영향력을 보인다. 또한 회사 매니저 조앤 역으로 나오는 크리스티나 헨드릭스의 모래시계 같은 몸매와 관능적인 매력이 인기를 끌며 영국에선 2010년에 여성들의 가슴수술이 10% 증가했다.
몇몇 사람들은 매드맨이 불러온 1960년대 패션과 사회 규범에 대한 열풍을 비판했다. 에이미 벤퍼는 잡지 Salon에서 “과거 회상의 문제점에 대해 경고하는 바로 그 텔레비전 드라마가, 사람들에게 분명히 결함이 있는 과거에 대한 노스탈지아를 일으킨 것이 이상하지 않은가”라고 주장했다.
Ms.Magazine의 애나 켈나는 “매드맨이 대중문화에 갖고 있는 어마어마한 영향력 덕분에 신여성인 ‘페기’가 아닌 순종적인 ‘베티’들이 가득한 세대가 만들어졌다”라고 말했다.
2014년 국정보고에서 오바마 대통령은 평등한 여성 임금에 대해 이렇게 말했다. “매드 맨 시리즈에 존재하는 직장 방침은 없어질 필요가 있다.” 매드맨 프로듀서 매슈 와이너는 오바마 대통령과 동의한다고 하며 “우리 드라마가 미국에 꼭 필요한 국민 토론의 일부가 될 수 있어서 영광이다”라고 말했다.
2015년,시리즈 오프닝에 돈 드레이퍼가 벤치에 앉아 있는 모습의 조각상이 매드맨 시리즈를 위해 타임-라이프 건물 앞에 세워졌다.
매드맨 시리즈는 AMC 케이블 채널의 흥행 불꽃을 점화 시킨 것으로 인정받았다.

## 음악
-EP 1 Smoke Gets in Your Eyes-
One the street Where you Live - Vic Damone
끝 부분, 돈과 가족들
Caravan (Instrumental) [Remastered] - Gordon Jenkins
돈 기차에서, 집을 행하여
Shangri-La - Robert Maxwell
스트립쇼 바
Band of Gold - Don Cherry
시작할 때, 돈 식당에서
-EP 2 Ladies Room-
Great Divide - The Cardigans
끝 Credits
I Can Dream, Can't I? - The Andrew Sisters
-EP 3 Marriage of Fiagro
P.S. I Love You - Bobby Vinton-
끝 Credits
-EP 4 New Amsterdam
Manhattan - Ella Fitzgerald & The Buddy Bregman Orchestra
마지막 장면, Pete 와 Trudy의 미래 보금자리
Driving Instructor - Bob Newhart
-EP 5 Five G
Blue in Green - Miles Davis
돈 과 Midge 침대에서
You - The Aquatones
돈과 아담의 저녁 식사
Non Dimenticar - Percy Faith
Pete 와 Trudy의 저녁식사
-EP 6 Babylon
Babylon - Original Cast Recording
Midge 와 돈은 식당에서 노래를 듣는다
-EP 7 Red in the Face
Botch-A-Me (Ba-Ba-Baciani Piccina) - Rosemary Clooney
돈이 로저의 등을 쳐줄 때
-EP 8 The Hobo Code
(Gimme That) Old Time Religion - Jim Reeves
끝 Credit
Concierto de Aranjuez (Adagio) [Master] - Miles Davis
돈이 Midge의 아파트 파티에 참석
-EP 9 Shoot
My special Angel - Bobby Helms
끝부분 베티가 비둘기 총으로 사냥할 때
-EP 10 Long Weekend
Volare - The McGuire Sisters
-EP 11 Indian Summer
Fly Me to the Moon (In other words) - Julie London
끝 credits
Agua de Beber - Astrud Gilberto & Antonio Carlos Jobim
베티와 새탁기 ^_^;;
-EP 12 Nixon vs. Kennedy
Metro Polka - Frankie Laine
Gopher Mambo - Yma Sumac
-EP 13 The Wheel
Don't Think Twice, It's Alright (LP Version) - Frankie Valli & The four Seasons
Don't Think Twice , It's Alright - Bob Dylan
끝 Credit

## 매슈 와이너 인터뷰
문학 계간지인 The Paris Review의 208호에 실린 매슈 와이너의 인터뷰는 그가 어떻게 한 명의 각본가로 성장했는지부터 매드맨의 탄생 비화, 매드맨 각본의 집필 과정 등 매우 다양한 내용을 담고 있다. 그 중 매드맨과 직접적으로 관련이 있는 부분을 요약하자면 다음과 같다.
와이너는 각본 쓰는 것을 배우기 위해 영화 학교에 진학한 것은 아니었지만 영화 학교를 다니면서 각본가의 중요성을 깨달았다고 한다. 영화가 성공할 경우 그 스포트라이트는 보통 감독이 받지만 사실은 그 작품의 각본을 쓴 각본가야말로 진정한 작품의 주인이기 때문이다. 그래서 와이너는 시간이 날 때마다 각본 쓰는 것을 게을리 하지 않았고, 그가 과거에 쓴 다양한 각본은 훗날 매드맨에 큰 영향을 끼쳤다. 매드맨의 파일럿 에피소드를 쓰고나서 3년이 지나서야 AMC에서는 이 이야기를 드라마로 만들어보자고 하였고, 와이너는 자신이 완전히 잊어버리고 있던 그 이야기를 기억해내기 위해 과거에 자신이 썼던 각본들을 읽어보았다. 그리고 그는 돈 드레이퍼라는 캐릭터가 지속적으로 자신의 각본들에 등장한다는 사실을 깨달았다.
각본에 등장하는 돈의 요소에는 다음과 같은 것들이 있다. 그의 어두운 과거, 그가 가난한 시골 출신이라는 점, 그리고 많은 미국의 역사 속 위인들처럼 그도 자수성가형 인물이라는 점이 바로 그것이다. 와이너는 리 이아코카, 샘 월튼 그리고 빌 클린턴 같은 미국의 지도자들이 알고보니 모두 불우한 환경 속에서 자란 자수성가형 인물이었다는 점을 알게 된 후 미국 사회에 제이 개츠비가 여전히 존재한다는 점을 깨달았고, 이러한 영감은 돈이라는 캐릭터에 투영되었다. 와이너의 개인적인 경험 역시 돈이라는 캐릭터를 구상하는데 일조하였다. 한번은 그가 일하던 직장에 줄곧 자신이 하버드를 졸업했다고 얘기하는 사람이 있었는데, 결국엔 보다못한 한 사람이 “너 하버드 안 나왔잖아!” 라고 말했고 실제로 그는 하버드 졸업생이 아닌 것으로 드러났다고 한다. 그런데 놀라운 것은 이 사실을 알게 된 다른 사람들의 반응이 너무 대수롭지 않았다는 점이다. 수많은 사람들이 하버드에 입학하면 자신의 인생이 바뀔 것이라고 믿고 그렇게 애를 쓰는데, 어떻게 그러한 학력위조를 대수롭지 않게 받아들일 수 있단 말인가? 와이너는 이 경험이 너무 인상적이어서 돈의 캐릭터 설정에 이를 포함시켰고, 이는 돈이 자신의 과거를 숨긴 채 다른 사람의 신분으로 살아간다는 설정으로 연결되었다.
와이너가 매드맨을 구상할 때 핵심적인 주제로 생각해둔 또다른 요소는 바로 “누가 미국사회의 실질적인 지배층인가” 하는 문제였다고 한다. 그는 미국에서 성공의 다른 말은 곧 남성 WASP(앵글로색슨계 백인 신교도)이 되는 것이라고 생각했다. 그만큼 그는 미국 사회의 주류에 속하는 사람들과 그 그룹에 속하지 못하고 배제되는 비주류인 사람들의 문제에 관심이 깊었다. 그리고 이러한 문제의식은 매드맨을 관통하는 주요한 주제 중 하나라고 와이너는 말한다. 그에 따르면 매드맨 시리즈는 결국 부유한 백인들이 속한 ‘우리’ 라는 그룹에 속하기 위해 노력하는 사람들에 대한 이야기다. 파일럿 에피소드에 보면 피트 캠벨의 대사 중 “돈과 교육을 더한다고해서 그 사람의 천박한 본질이 사라지지는 않아” 라는 대사가 있다. 이는 ‘우리’에서 유태인을 소외시키는 반유태인적 발언으로 이해될 수 있는데, 실제로 유태인인 와이너는 어렸을 적 이 말을 학교 선생님께 들었다고 한다. 교사는 와이너가 유태인이라는 사실을 몰랐기 때문에 그런 말을 교실에서 했고, 당시 와이너는 자신이 마치 투명인간이 된 것 같은 기분이었다고 밝혔다. 그러나 그는 이러한 경험 덕분에 자신이 미국 사회의 비주류인 여성이나 동성애자, 혹은 유색인종들의 슬픔에 진정으로 공감할 수 있다고 말한다.
이와 관련해 그가 예로 든 캐릭터는 바로 레이철 멩컨이다. 그녀는 와이너가 ‘코성형 세대’ 라고 부르는 시대 사람이다. (유대인들은 매부리코를 갖고 있다는 편견이 있다.) 레이철은 미국 백인 사회문화에 흡수당했다. 그녀는 분명 자신의 부모와는 달리 유태인 기념일을 챙기지 않았을 것이며, 최대한 백인처럼 보이려고 노력했을 것이다. 코성형 세대의 유태인들은 백인 미국인이 아닌 자신의 부모님들을 부끄럽게 생각하였다. 그리고 이 ‘흡수’ 가 바로 미국의 이야기다. 돈과 레이철은 공통적으로 둘 다 자신이 진짜 누구인지를 숨기고 미국의 주류인 백인 남성이 되기 위해 노력한다. 그렇기 때문에 그들은 서로를 이해하고 서로에게 끌리는 것이다. 와이너가 가장 좋아하는 캐릭터는 바로 페기 올슨이다. 그녀는 자신의 일과 관련해서는 매우 성실하고 적극적이며 재능 또한 있다. 그러나 본인의 사생활에 관해서는 어리석기 짝이 없다. 그녀는 자신이 ‘우리’ 에 속한 삶을 산다고 믿는다. 그러나 사실은 그렇지 않다. 틈만 나면 누군가가 그녀에게 “너는 ‘우리’의 일부가 아니야” 라고 말하기 일쑤다.
인터뷰에는 와이너가 매드맨의 각본을 집필하는 과정 또한 담겨있다. 각 시즌 초반부에 그는 우선 자신이 흥미롭다고 생각하는 이야기들에 대해 메모를 해둔다. 그런 다음 각 에피소드에 어떤 이야기들이 다루어질지 일종의 개요를 만들고, 개요가 완성되면 이제 구체적인 대본을 만들기 위해 본인의 어시스턴트와 함께 방으로 들어가 씬을 하나하나 생각하며 대본을 만들기 시작한다. 와이너에 따르면 사실 모든 장면들은 그의 머릿속에 이미 들어있고, 그는 그것을 그저 끄집어내기만 하면 된다고 한다. 하지만 그 끄집어내는 작업이 다소 정신없이 이루어지기 때문에 그를 도와주는 어시스턴트의 역량이 상당히 중요하다고 그는 인터뷰에서 강조했다.
한편 인터뷰에서 와이너가 질문받은 또다른 부분은 바로 드라마 매드맨의 시대적 사실성, 다시 말해 드라마의 시대적 배경인 1960년대 미국을 어쩌면 그렇게 완벽에 가깝게 재현해낼 수 있는지에 대한 것이었다. 본 인터뷰를 진행한 세미 첼러스는 인터뷰를 위해 세트장을 처음 방문한 당시 한 비서의 책상 위에 쌓여있는 편지들이 놀랍도록 세세한 부분까지 리얼한 것을 보고 감탄했다고 한다. 편지들의 수신인과 발신인에는 실제 극 중 인물들의 이름이 적혀있었을 뿐만 아니라 1965년에 발행되었음을 증명하는 인장까지 찍혀있었기 때문이다. 이와 관련해 와이너는 분명 자신의 팀에 그러한 소품들을 실제처럼 보이도록 잘 만들어내는 사람들이 많은 것은 사실이지만, 적어도 각본을 집필하는 것과 관련하여 자신이 당시의 시대상을 서술하기 위해 특별히 노력을 기울이지는 않는다고 말한다. 그가 신경 쓰는 한가지는 드라마가 사실적으로 보이도록 하는 것이다. 그렇기 때문에 그는 배우들에게 가능한 천천히 대사를 말하도록 주문한다. 왜냐하면 배우들이 대사를 주고받는 것이 빨라질수록 그 대화는 작위적으로 보일 확률이 높아지기 때문이다. 와이너는 그래서 대화를 주고 받는 연기 도중 배우들이 기침을 하거나 상대역이 이해가 안 되는 말을 할 경우 “뭐라고?” 라고 되묻는 것을 좋아한다. 와이너와 대조적으로 원래 매드맨의 파일럿을 감독한 사람은 이 드라마가 실제 1950년대의 드라마처럼 보이기를 원했다고 한다. 그래서 그는 심지어 파일럿을 흑백으로 제작하고자 하였고, 더불어 배우들이 대사를 말하는 속도 또한 좀 더 빠르기를 원했다. 그러나 앞서 말했듯이 와이너는 이를 원하지 않았다. 왜냐하면 배우들이 대사를 빠르게 말할 경우 필연적으로 정보의 반복이 일어나기 때문이다. 그는 심지어 배우들이 대화 장면을 찍을 때 서로의 이름을 부르는 것도 원치 않았다. 왜냐하면 실생활에서 우리가 대화를 할 때 서로의 이름을 그렇게 자주 부르지 않기 때문이다.

## 학술 연구
1.	Mad Men: Gender, Race, Ethnicity, Sexuality, and Class , 매드멘: 성, 인종, 민족성, 섹슈얼리티 그리고 사회적 계층 O'Barr, William M. "Mad Men: Gender, Race, Ethnicity, Sexuality, and Class." Advertising & Society Review 11.4 (2011): n. pag. Web. 05 May 2015.
이 글은 드라마 ‘매드맨’을 문화적 맥락 속에서 분석하고 있으며 성, 인종, 민족, 사회 계층에 대해 다루고 있다.
사회 계층부분에서 글쓴이는 ‘매드맨’에 등장하는 인물들이 속한 계층이 매우 한정적인 사실을 강조한다. 이러한 제한은 상품을 소비하기 위해선 일정 수준 이상의 부를 가지고 있어서 상품을 구매할 능력과 의향을 갖춘 사람들만이 대상이 되기 때문에 발생한다. 또한 이러한 제한은 드라마에서 상류계층이 어떠한 삶을 사는지는 잘 보여주는 반면 하위계층은 자연스럽게 배척되고 주변인물이 되는 편향된 묘사의 원인이 된다. 이때 하위계층이라 함은 경제적으로 부유하지 못한 계층을 의미하며 청소부, 웨이터, 엘리베이터 승무원 등이 포함된다 (실제로 드라마에서 등장하는 직업들이지만 항상 주변인물로서 존재한다).
흥미로운 사실은 하위계층이 대부분 흑인이라는 점이다. 드라마에서 등장하는 하위계층 직업군은 대부분 흑인이 그 역할을 하고 있으며 이는 당시 흑인의 사회적 지위가 일반적으로 매우 낮았음을 보여주기 위한 작가의 의도로 보인다. 실제로 60년대 당시에 인종 차별은 매우 중요한 이슈였다.
시즌 1 에피소드 1에서 돈 드레이퍼가 술집에서 광고와 관련된 작업을 하다 흑인 웨이터에게 어떤 담배를 피우는지 물어보는 장면을 주목해보자. 돈 드레이퍼가 질문을 한 의도는 본인이 현재 의뢰 받은 담배 회사 ‘럭키 스트라이크’를 어떻게 홍보할지에 대한 아이디를 얻고자 함이었다. 흑인 웨이터가 본인은 ‘올드 골드’를 피며 그 이유를 설명하여 대화가 길어지자 백인 매니저 (로 추측되는) 사람이 등장하여 돈 드레이퍼에게 흑인 웨이터가 방해 되지는 않는지 물어본다. 이 장면은 흑인이 백인에게 말을 하는 행위가 ‘방해’로 간주될 수 있는 사회적 분위기를 반영하며 ‘기업가’ 입장에선 흑인 또한 소비자이기에 그들의 의견도 반영할 의향이 있음을 보여주지만, 그들과 인간대 인간으로서의 상호 소통은 전혀 나타나지 않는 점을 고려했을 때 그들을 동등한 인격체로 대우하지는 않는 사회적 분위기 또한 반영한다.
드라마에서 등장하는 유태인들도 주목할 필요가 있다. 유태인들은 경제적으로 매우 부유하기 때문에 광고회사에서 아주 중요한 고객들이지만 사회적 편견 때문에 여러 문화적 문제점이 생긴다. 시즌 1 초반에 레이철 멩컨이 백화점 홍보를 의뢰하러 돈 드레이퍼를 만났을 때 유태인에 대한 사회적 편견과 이에 따른 문화적 충돌을 가장 잘 보여준다. 레이철은 본인이 운영하는 백화점이 상위 계층을 대상으로 삼기 원하지만 돈 드레이퍼와 피트 캠벨은 유대인이 운영한다는 사실 때문에 상류층 보다 하류층을 대상으로 홍보의 초점을 맞춰야 한다고 주장한다. 또한 미팅이 결렬되자 피트 캠벨이 돈 드레이퍼에게 돈이 많다고 교육을 잘 받은 것은 아니라는 말을 통해 유대인에 대한 편견이 드러난다.
이와 같이 매드멘을 ‘사회적 계층’에 초점을 맞춰 분석하는 접근 방식은 당시 미국 사회상(상류 계층의 사상과 삶의 양식, 인종차별, 계층 차별)을 이해하는 데 매우 큰 도움을 줄 수 있다. 따라서 드라마 자체의 이해도를 높이고 60년대 미국 사회를 더 깊게 이해하고자 하는 시청자들은 위와 같은 접근방식이 매우 필요할 것이다.
2.	Historical Accuracy of Mad Men, ‘매드멘’에 등장하는 역사적 사실의 정확도  "Period Dramas and Historical Accuracy; "Mad Men"" Doing History in Public. Ed. Florence Largillière. N.p., n.d. Web. 5 May 2015. <http://doinghistoryinpublic.org/2014/05/23/period-dramas-and-historical-accuracy-mad-men/>.
3.	등장인물을 살펴보며 알아보는 당시 역사적 배경  Doll, Jen. "Reviewing the 'Mad Men' World by Someone Who Was There." THE WIRE. N.p., 9 Apr. 2012. Web. 05 May 2015. <http://www.thewire.com/entertainment/2012/04/reviewing-mad-men-world-someone-who-was-there/50851/ 보관됨 2015-03-15 - 웨이백 머신>.
4.	Seeing History in Mad Men, ‘매드멘’에서 나타나는 역사적 요소와 사실들 
"Seeing History in ‘Mad Men’." The New York Times. The New York Times, 15 July 2010. Web. 05 May 2015. <http://www.nytimes.com/interactive/2010/07/16/arts/television/20100718-madmen-timeline.html?ref=multimedia&_r=3&>.
5.	Selling nostalgia : Mad Men, Postmodernism and Neoliberalism 매드멘에서 나타나는 향수; 매드맨, 포스트 모더니즘 그리고 신자유주의 Tudor, Deborah. "OpenSIUC." OpenSIUC. N.p., Apr. 2012. Web. 05 May 2015. <http://opensiuc.lib.siu.edu/gmrc_nm/4/>.
6.	The father, the failure and the self-made man: masculinity in Mad Men 부성애, 실패와 자수성가; 매드멘에서 나타나는 남성성 "The Father, The Failure And The Self-Made Man: Masculinity In Mad Men." Critical Quarterly 54.3 (2012): 31-45. Academic Search Premier. Web. 5 May 2015.

## 작품 속 광고
1960년대와 방송이 방영됐던 시기에 있었던 상품들을 광고주 클라이언트 등으로 등장했다. 그 중 러키 스트라이크, 베들레헴 스틸, 폭스바겐, 캐딜락, 플레이텍스, 스팸, 어츠 감자칩, 메이든폼, 질레트, 아메리칸 항공과 클리어라실이 있다.
이로 인해 많은 이들은 대부분 또는 모든 상품이나 브랜드가 피피엘(ppl 작품 속 광고)이라고 추측했지만 사실 대부분의 상품들은 오로지 현실성을 위해 포함된 것이었고 피피엘 거래는 없었다.
제작책임자 매슈 와이너는 인터뷰에서 “[피피엘은] 아주 조금밖에 없고 네트워크에서 장사를 더하기 위해 전파한 소문입니다. 항상 실패해요… 4 시즌 동안 4개[의 피피엘이] 있었고 이 드라마에 약 100개의 상품들이 나왔어요. 반은 만들어낸 상품들이고 아무도 출연하기 위해 돈을 주지 않아요.”라고 했다.
와이너에 의하면 피피엘을 한 회사들은 잭 다니엘, 하이네켄, 유니레버와 힐튼이 있었고, 힐튼의 경우는 이미 방송이 나간 후에 감사의 표시로 지불한 것이라고 했다.
하이네켄은 미국 소비자들의 관심을 구하려는 클라이언트로 출연을 한다. 또한 광고를 하나만 선보였던 시즌 2의 마지막 에피소드 미국 프리미어에서 유일한 광고주이기도 했다.
2007년 6월 20일, Commercial Alert(상업 경보)라는 소비자 권리 운동권 단체는 미국증류주협회에 항의를 했다. 이유는 방송에서 명시적으로 성적인 행동의 묘사와 무책임한 술 중독의 장면을 보여줌으로 매드맨의 스폰서인 잭 다니엘에서 주류 광고 규정을 위반했다는 것이었다. 잭다니엘은 5 회에서 이름으로 언급되었다.
시즌 4에서 6개의 복고풍 광고들을 만들었고 미국에서 드라마 광고시간에 방송되었다. 광고들의 배경은 가상의 광고 에이전시인 스미스 윈터 미첼 광고회사이고 매드맨과 같은 시기로 설정되어 있다. 광고들에서 사용된 제품들은 도브, 브라이어스, 헬만스, 클론다이크, 스와브와 바세린이다.
와이너는 드라마의 예산을 늘려주거나 광고시간을 줄여줄 수 있다면 피피엘을 반대하지는 않는다고 말했다. 하지만 매드맨의 경우에 피피엘은 문제가 많은 경험이라고 느꼈다. 하이네켄의 경우에는 하이네켄의 법무부에서 무책임한 주류섭취를 보여주는 모습을 허락할 수 없다고 하였고, 그의 의지와 달리 매드맨의 세트장에서 촬영됐었던 유니레버의 광고들에게 혐오감을 느꼈다고 했다. 이런 문제들로 인해 와이너는 2012년에 매드맨에서 다시는 피피엘에 동의하지 않겠다고 밝혔다.